# Scleractinia
Ordre
Statut CITES
Les scléractiniaires (Scleractinia), anciennement appelés « madréporaires », constituent le principal ordre des coraux durs, animaux de la classe des Anthozoa.
On compte plus de 800 espèces répertoriées.

## Description et caractéristiques
Les scléractiniaires ou coraux durs (ordre des Scleractinia) sont des cnidaires anthozoaires exclusivement marins, souvent sphériques ou en forme de buisson de cornes, ou plus complexes. L'animal est composé de polypes dont l'aspect est similaire à celui de minuscules anémones de mer, mais sont pourvus d'un exosquelette dur — le « coenostéum » — fait de carbonate de calcium sous forme d'aragonite. Ce squelette recouvert de peau constitue généralement la majeure partie de la biomasse de l'animal, et chez la plupart des espèces les polypes sont rétractés et donc invisibles pendant la journée, donnant au corail l'aspect de pierres plus ou moins sculptées et colorées. Certaines espèces forment des colonies, atteignant parfois des tailles impressionnantes (jusqu'à plusieurs dizaines de mètres), tandis que d'autres constituent des polypes solitaires, souvent plus gros.
Les coraux de ce groupe sont apparus pendant le Trias moyen (Ladinien) et ont remplacé les ordres Rugosa et Tabulata, lesquels disparurent vers la fin du Permien.
On distingue les coraux "vrais" scléractiniaires (ou madréporaires) au fait que leurs polypes ont 6 bras (ou tentacules) (ou un multiple de 6), contrairement aux coraux alcyonaires qui en ont 8 (ou un multiple de 8).

Coraux Scléraciniaires (ou Madréporaires)
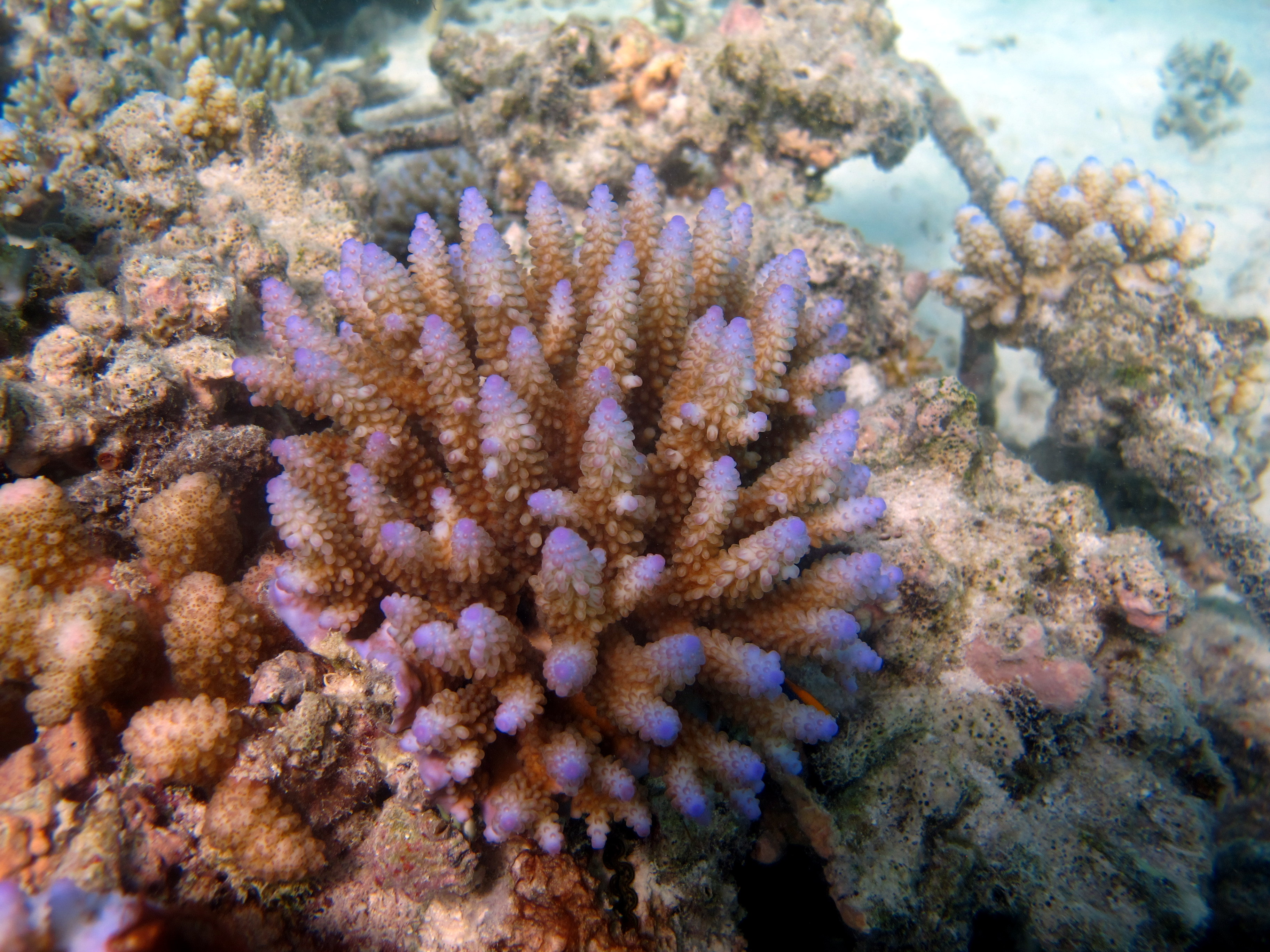
Colonie d'Acropora nasuta aux Maldives.
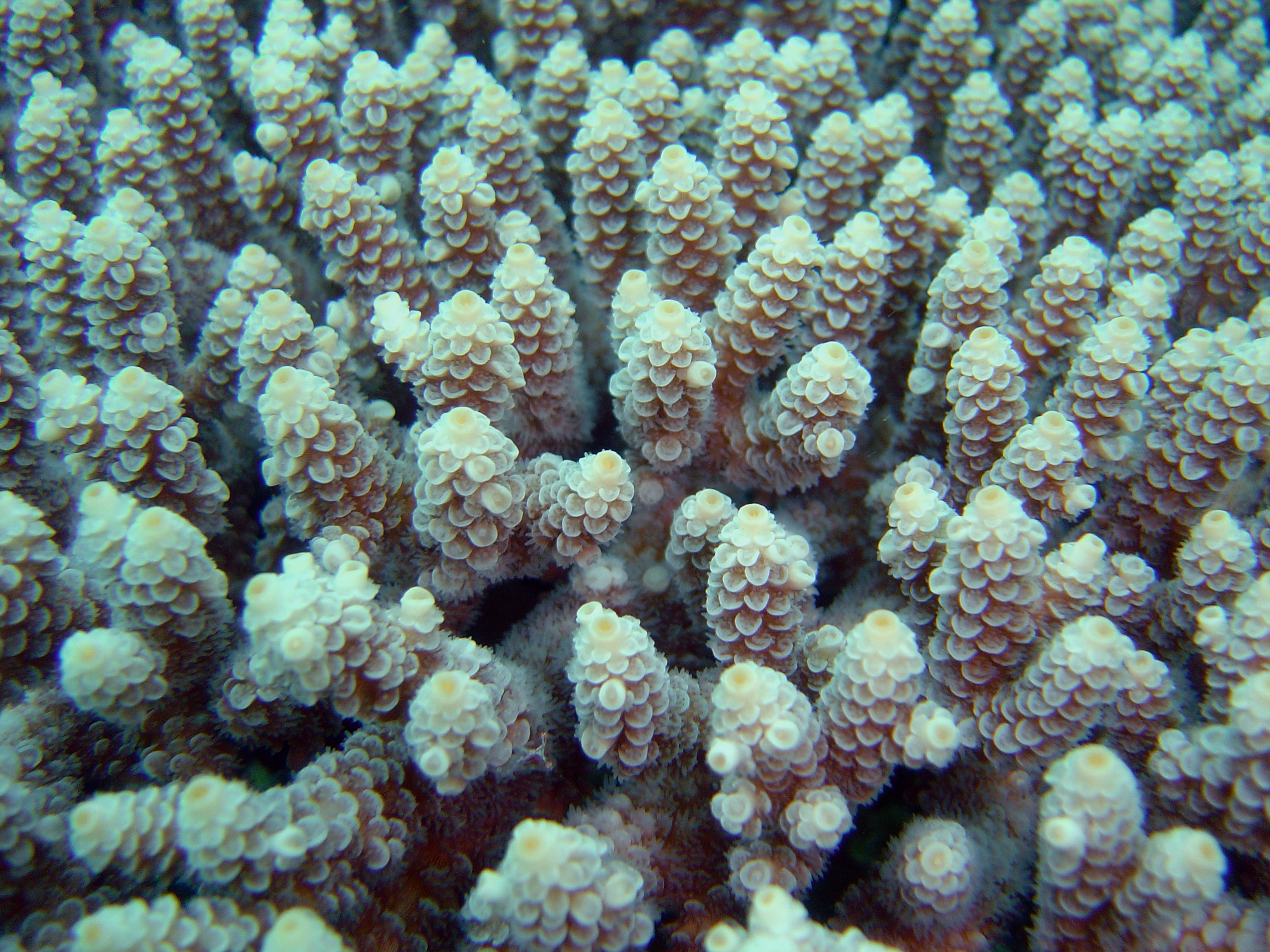
Gros plan sur une colonie d'Acropora.
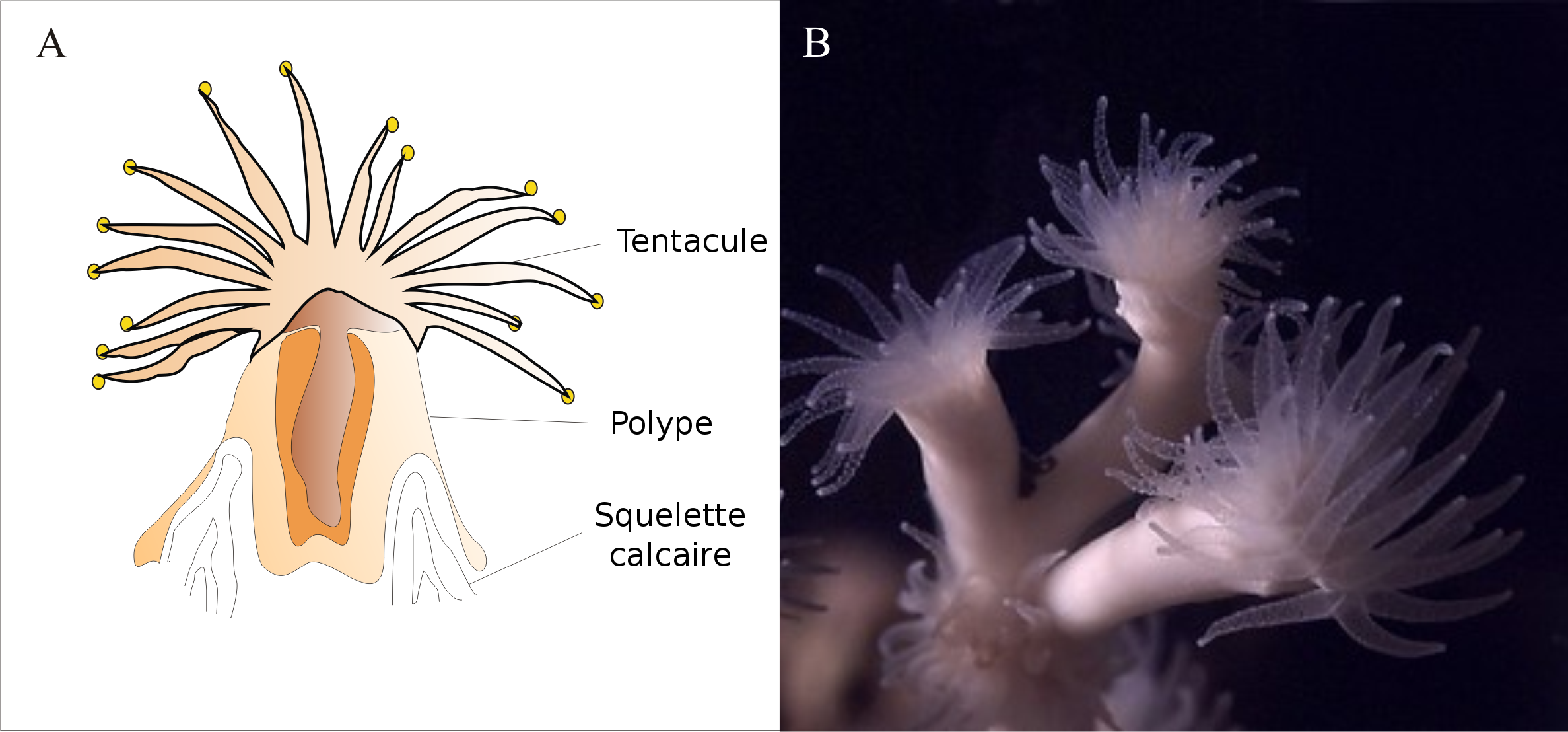
Coupe d'un polype de corail.
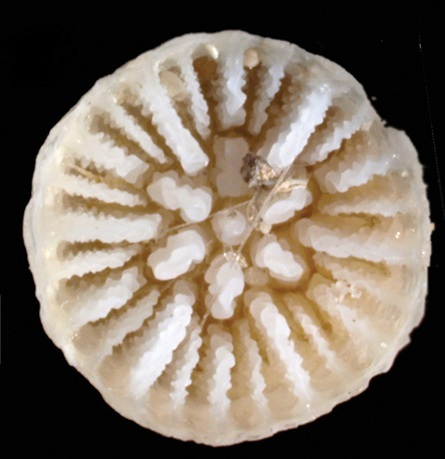
Calice calcaire d'un corallite de Stenocyathus vermiformis (séché).
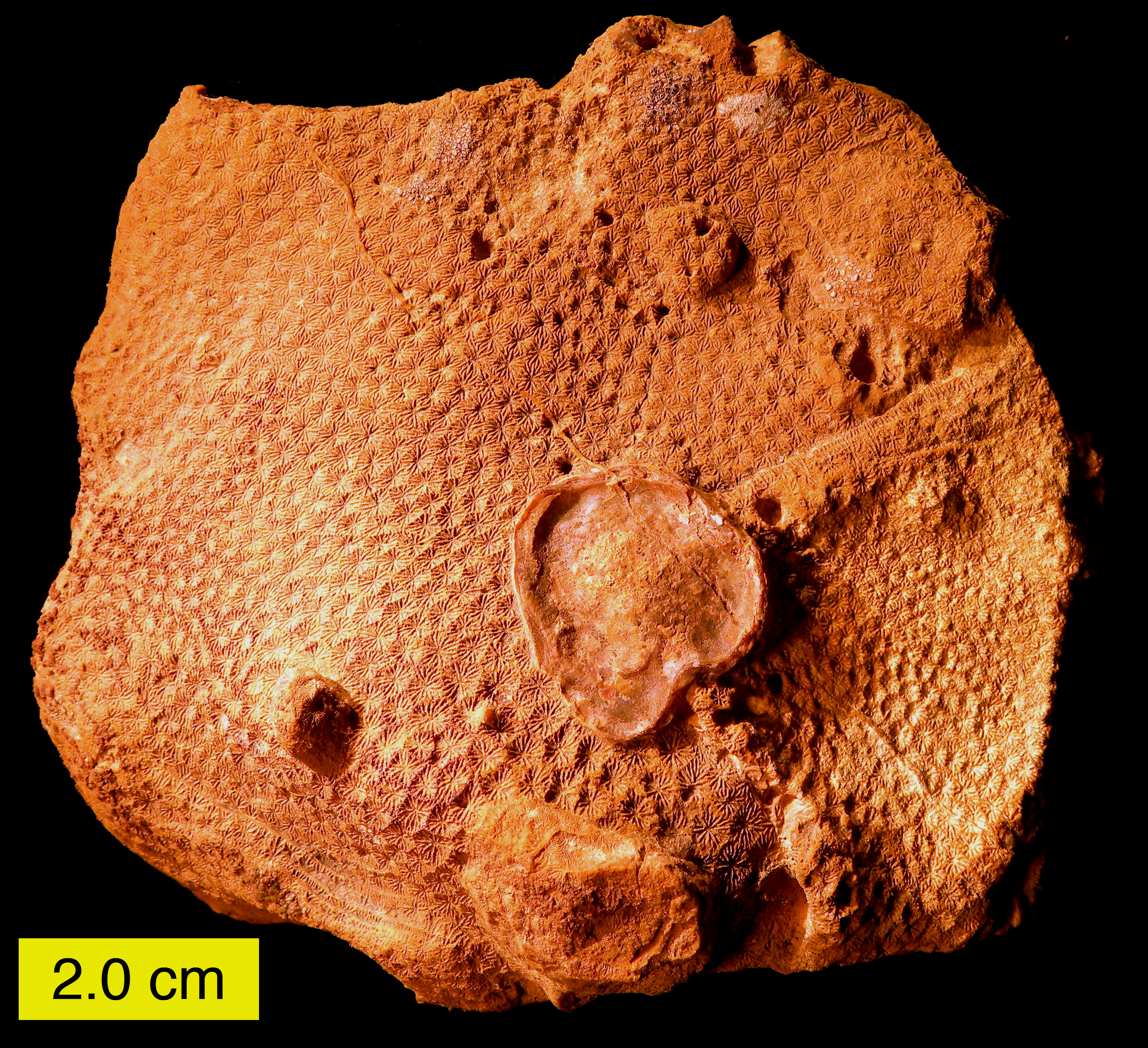
Fossile de corail du Jurassique.
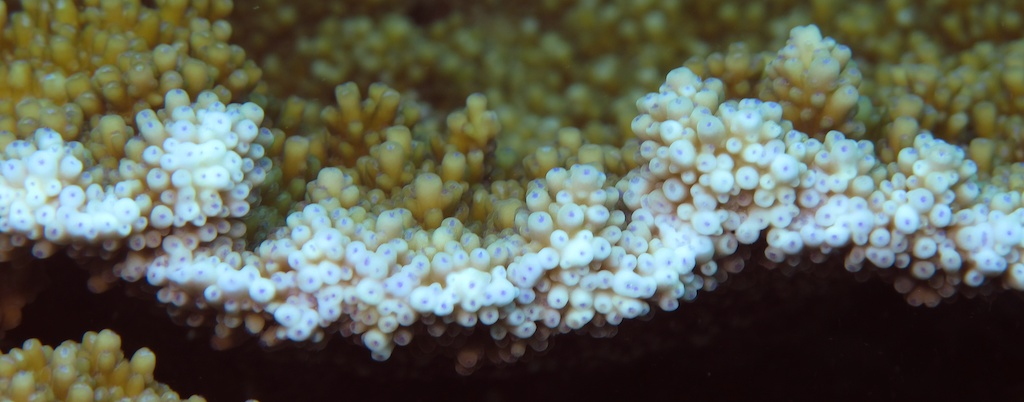
Gros plan sur les corallites. On voit le bout des polypes en bleu.

### Formes

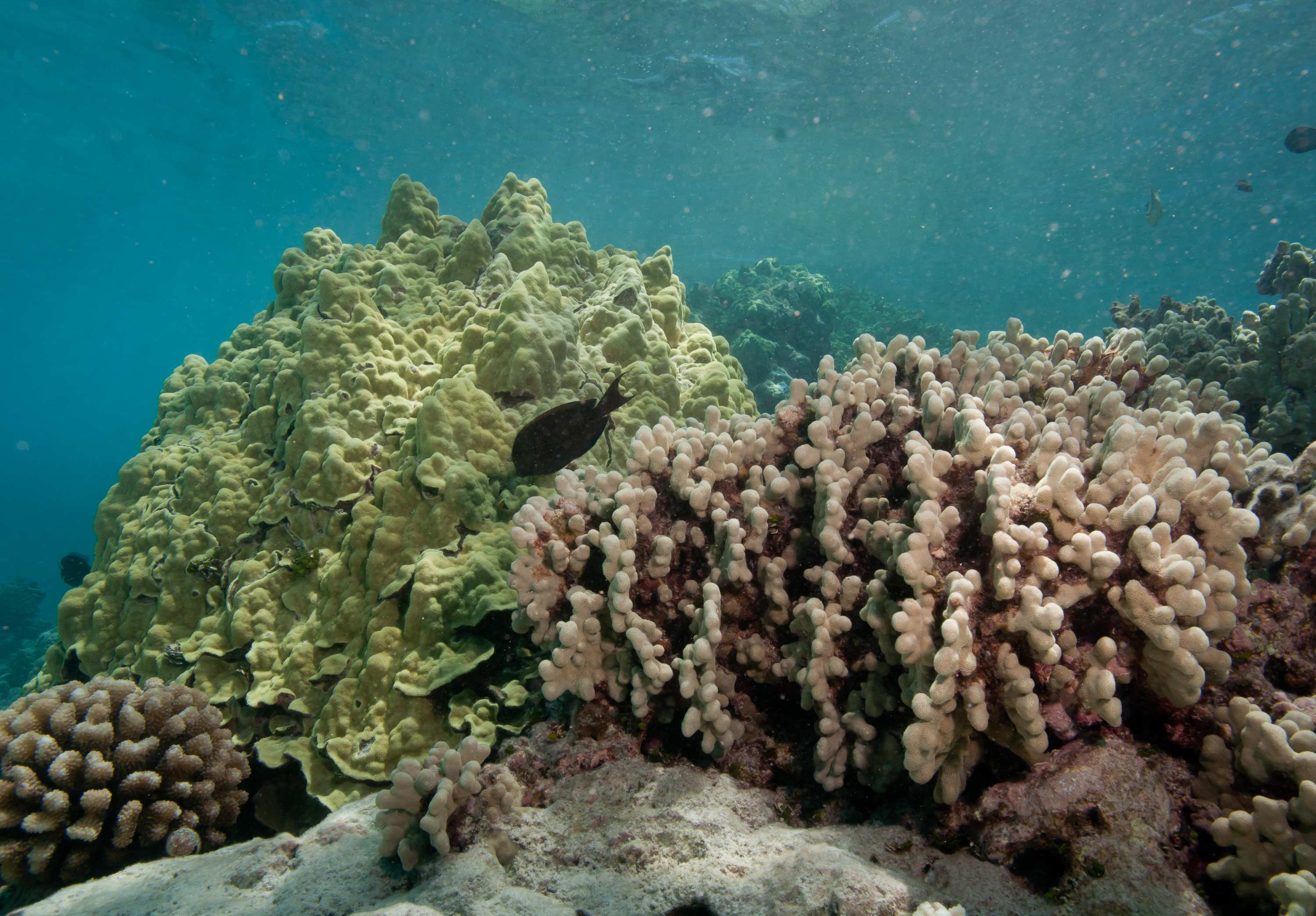
Deux espèces de Porites : Porites lobata (jaune), et Porites compressa (rose). Les formes peuvent être extrêmement variables y compris au sein d'un même genre.

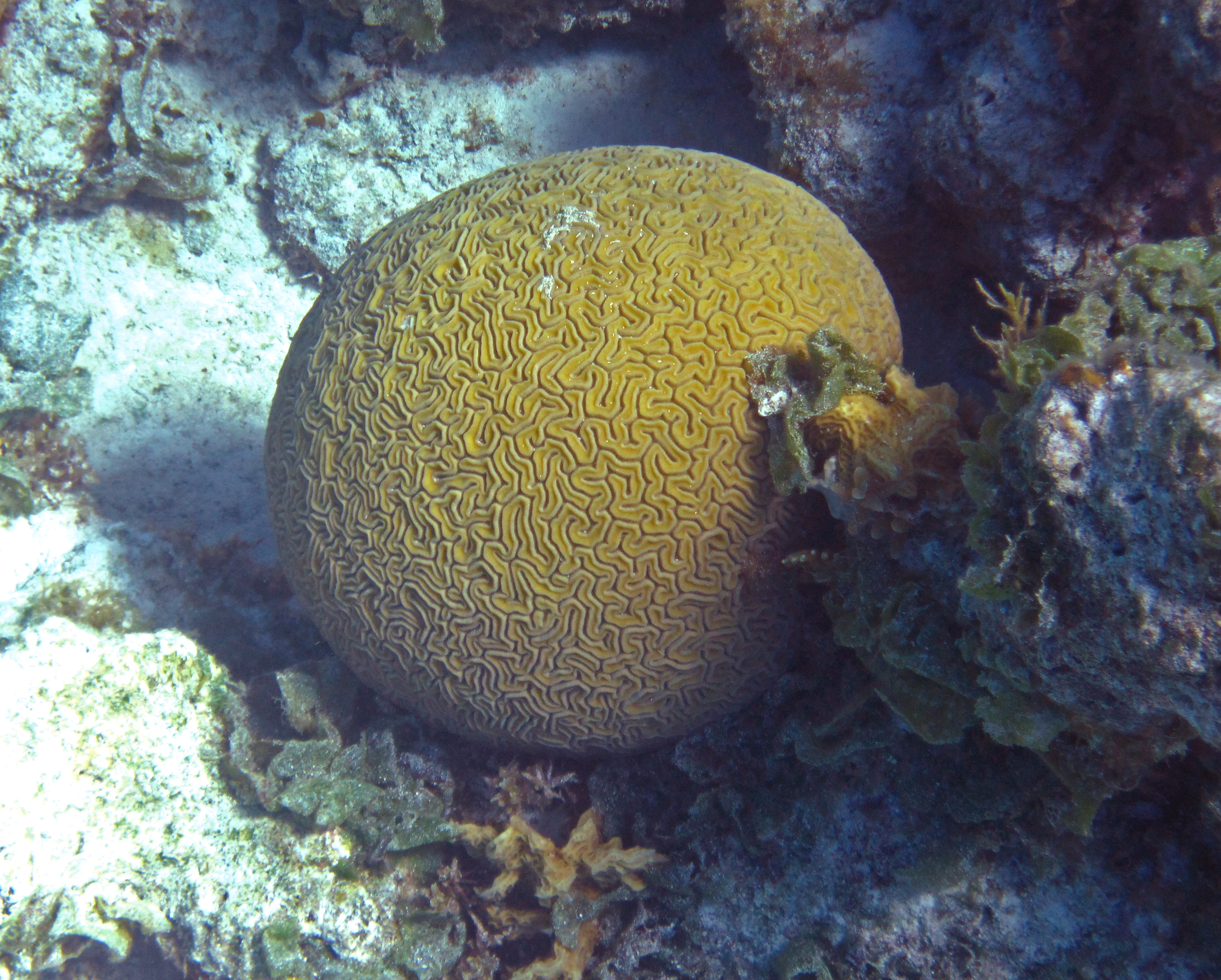
Corail massif dans les zones faiblement agitées (Corail-cerveau labyrinthe).

Les coraux durs peuvent adopter une grande variété de formes, qui sont autant d'adaptations à des conditions particulières (disponibilité en nourriture, prédateurs, courant, profondeur, ensoleillement, concurrence...), formes qui ne sont que rarement constantes au sein d'un même groupe génétique. Parmi les formes les plus classiques, on compte : 
- Les coraux branchus (avec corallite axial dans le cas des Acropora, sans pour d'autres comme Isopora)
- Les coraux digités (petites colonies sub-tabulaires avec de courtes branches verticales peu ou pas ramifiées : cette forme est caractéristique de nombreuses espèces du genre Acropora comme Acropora digitifera, Acropora gemmifera, Acropora humilis, Acropora nasuta...)
- Les coraux en spatules (principalement le genre Pocillopora, qui forme des colonies pionnières caractéristiques, de taille modeste, avec des bras aplatis en spatules plus ou moins larges hébergeant une importante faune symbiotique, parfois appelés « coraux-framboise »)
- Les coraux cerveau (formant des méandres compacts constitués de vallées et de rebords, avec ou sans cloisons de séparation, notamment dans les familles Merulinidae, Mussidae et Meandrinidae)
- Les coraux massifs (notamment le genre Porites, mais aussi d'autres groupes notamment dans la famille des Agariciidae, formant de grosses masses compactes et robustes à croissance relativement lente, avec à la surface des cloisons séparées ou non, et des reliefs érigés ou pas)
- Les coraux tabulaires (formant des plateaux horizontaux soutenus par un tronc central, notamment dans le genre Acropora avec A. cytherea, A. hyacinthus ou A. clathrata)
- Les coraux foliacés (formant des colonies en fine feuille plus ou moins enroulée, comme chez le genre Turbinaria)
- Les coraux encroûtants (se développant sur un support, qu'ils recouvrent ; c'est entre autres la spécialité de certaines espèces des genres Montipora, Psammocora, Favites, Pachyseris, Pavona...)
- Les coraux formant des colonnes massives (notamment les Psammocora, mais aussi certaines espèces de genres vastes comme Porites compressa, Porites cylindrica, Porites nigrescens, Acropora hemprichii...)
- Les coraux « bulles » ou à gros polypes non rétractés pendant le jour (on en trouve chez les Euphylliidae, les Caryophylliidae, et chez les Poritidae dans les genres Goniopora et Alveopora)
- Les coraux libres, formés d'un seul polype et de son armature squelettique, non attachée au substrat mais posée sur le sédiment (caractéristique de la famille des Fungiidae)
- Les coraux tubulaires (ramifiés ou non, souvent non photosynthétiques et pour cette raison caractéristiques des grottes et des abysses, avec des familles comme les Caryophylliidae, Dendrophylliidae, Flabellidae...)
- Les coraux champignons (coraux « libres », constituée d'un unique polype souvent très gros, avec un squelette non attaché au fond mais seulement posé)

Vue l'incroyable diversité des espèces de coraux, ces formes sont parfois utilisées par les biologistes marins pour l'étude fonctionnelle des récifs, là où un inventaire taxinomique complet et précis serait une tâche trop fastidieuse.

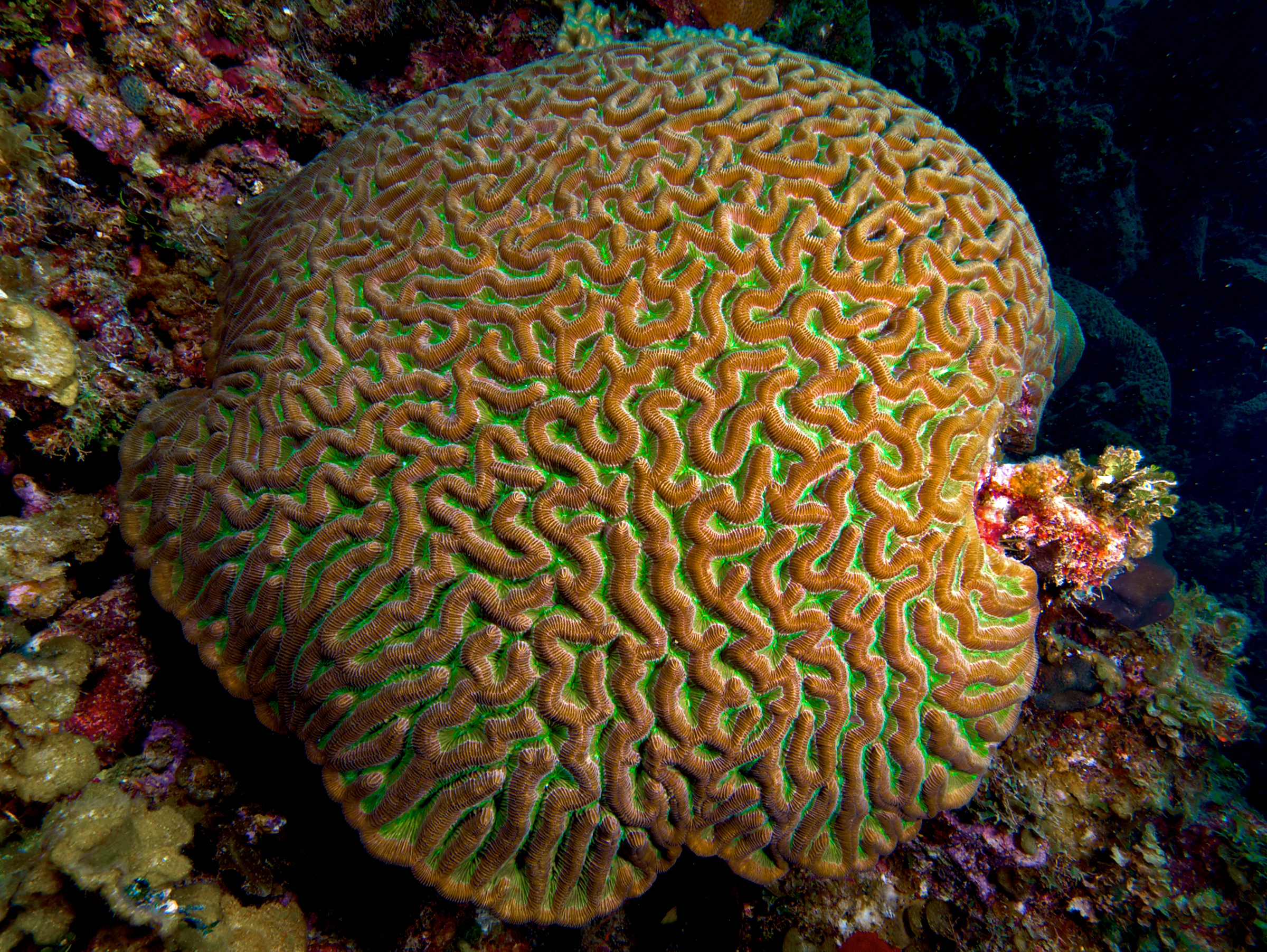
Colpophyllia natans, un « corail-cerveau ».
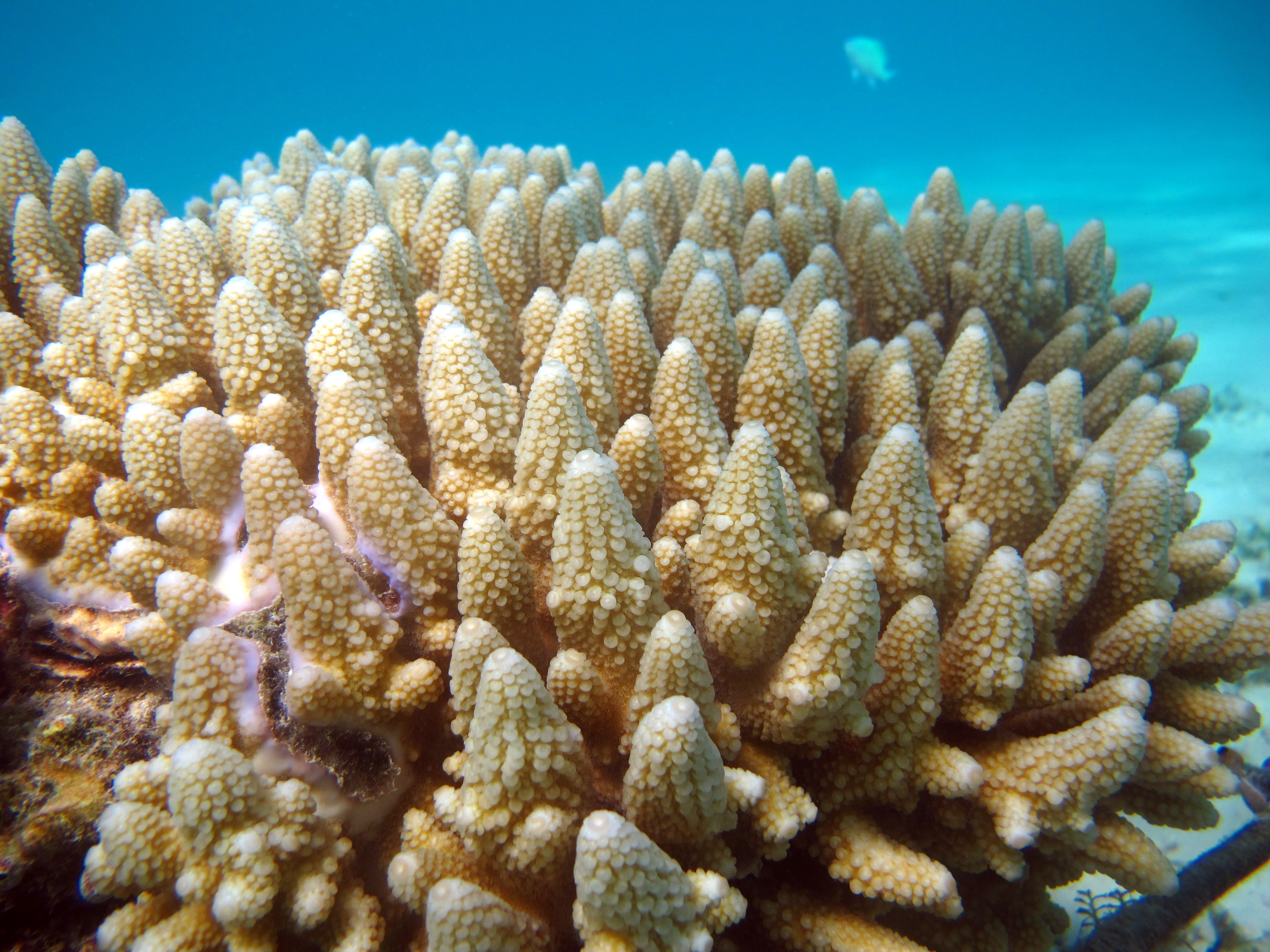
Acropora gemmifera, un corail digité.
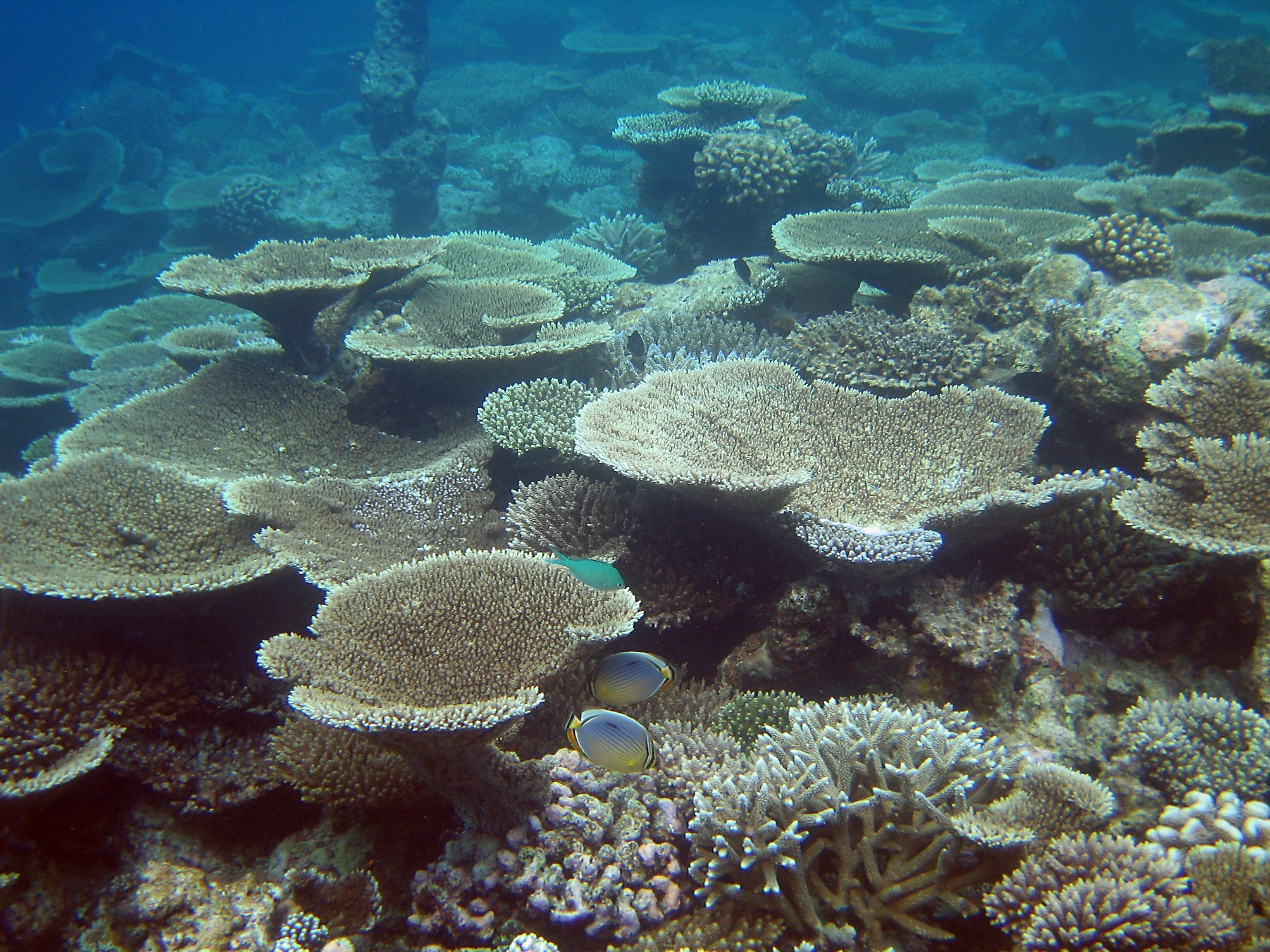
Acropora cytherea, un corail tabulaire.
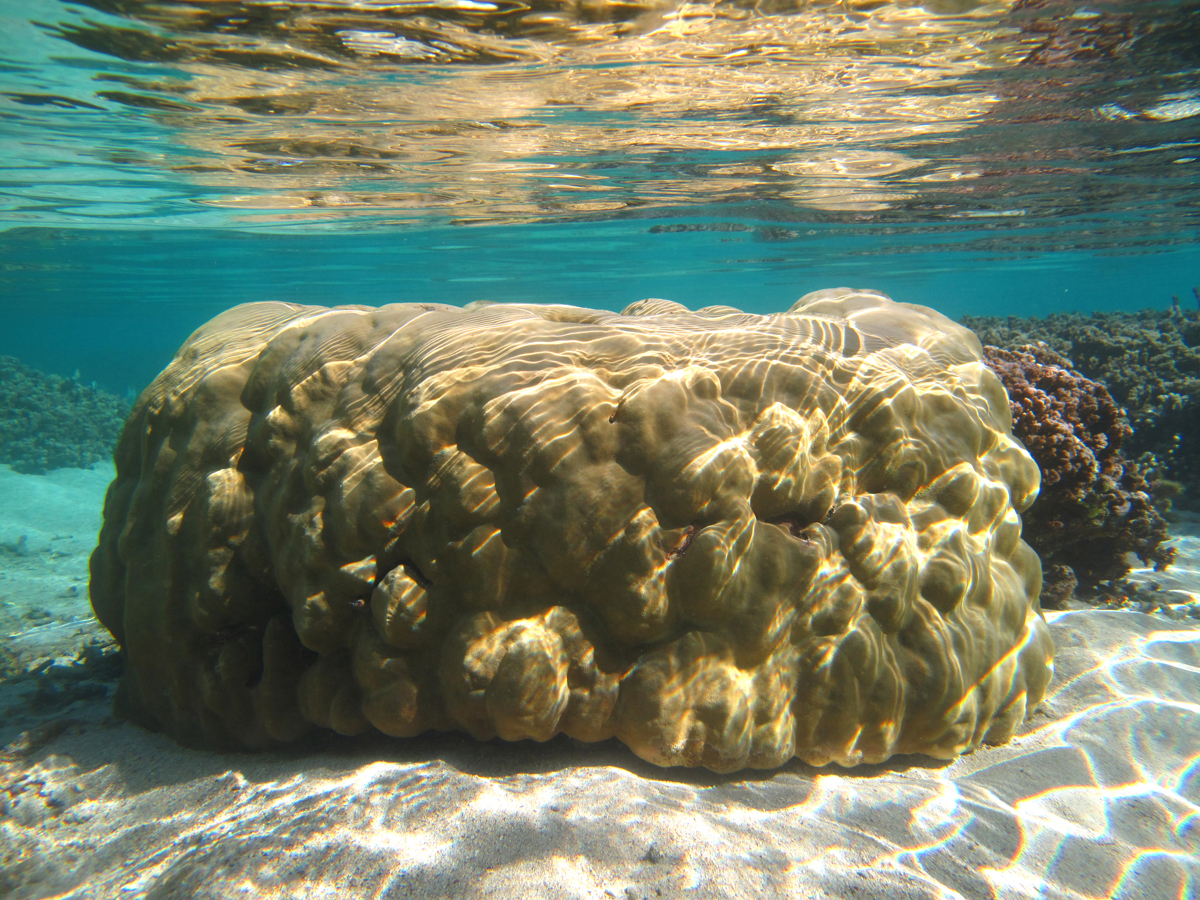
Porites lutea, un corail massif.
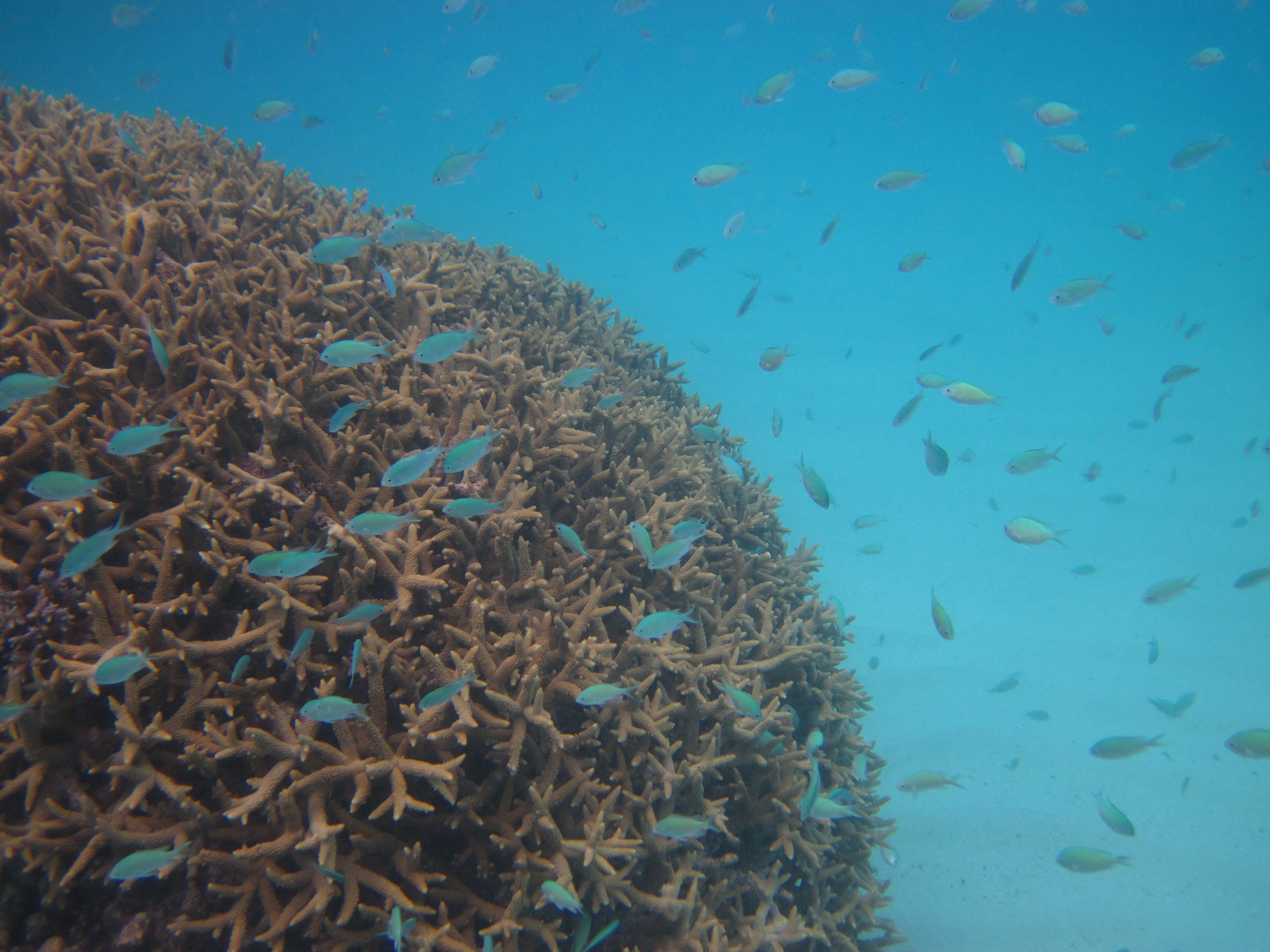
Acropora formosa, un corail branchu.
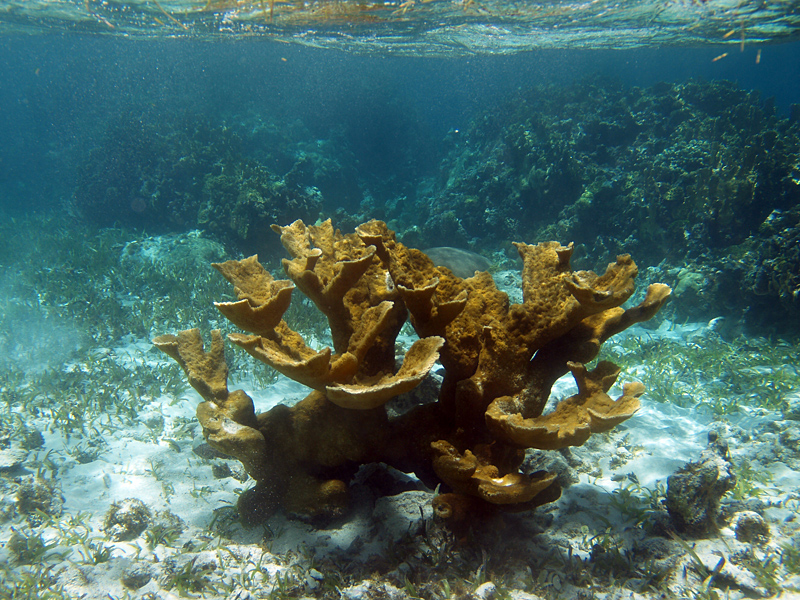
Acropora palmata, un corail en « cornes d'élan ».
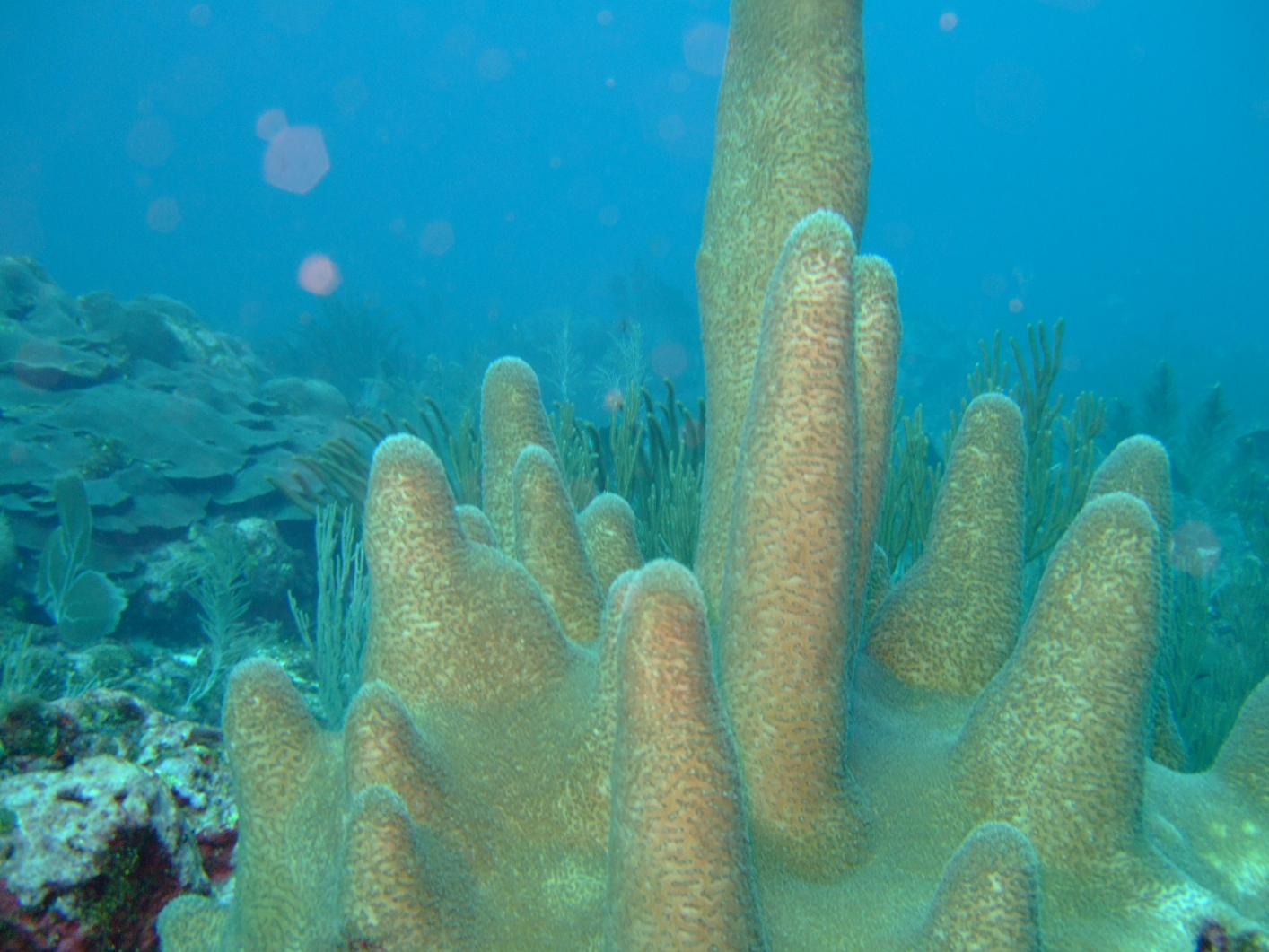
Dendrogyra cylindricus, un corail colonnaire.
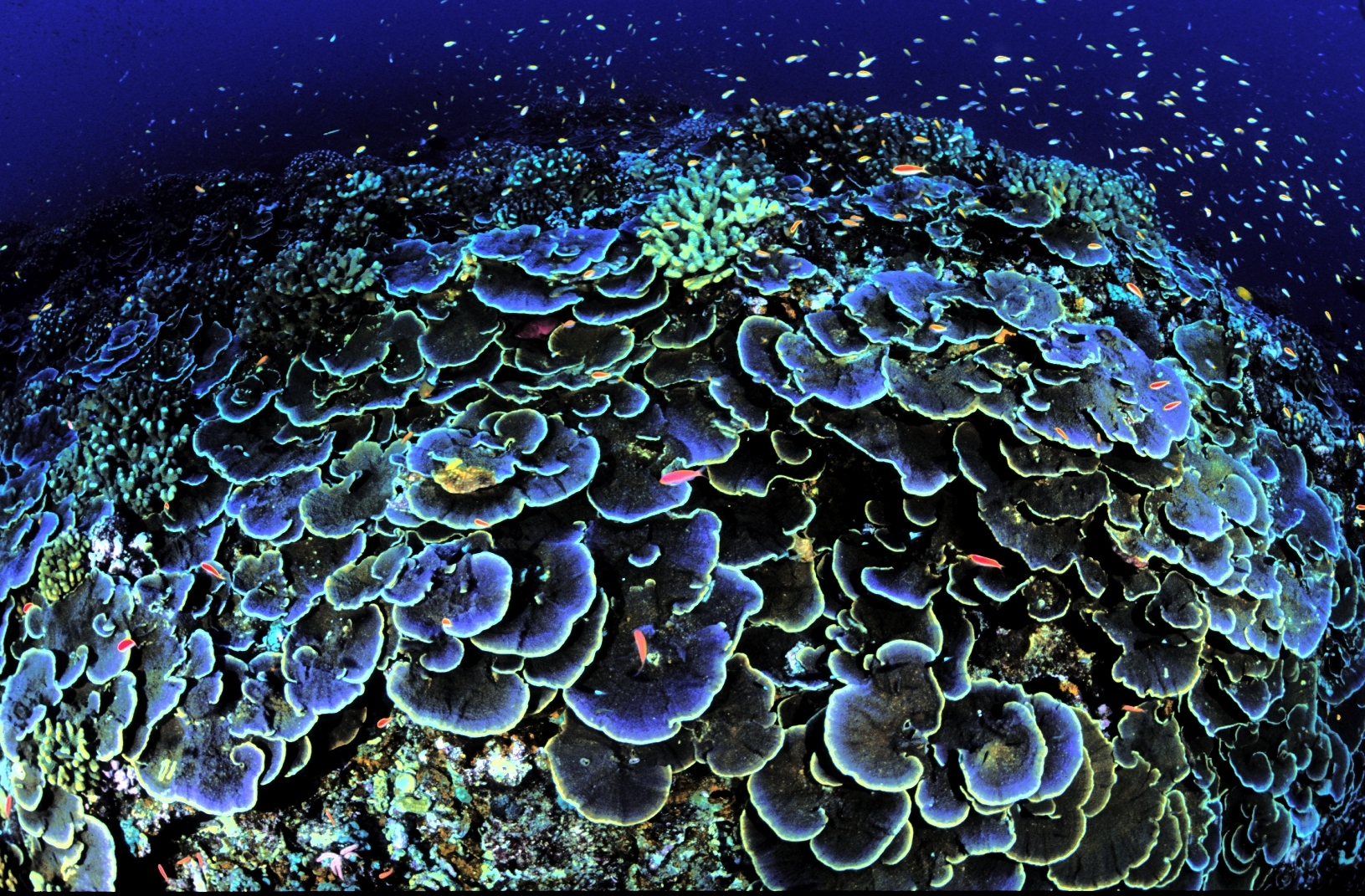
Montipora aequituberculata, un corail foliacé.
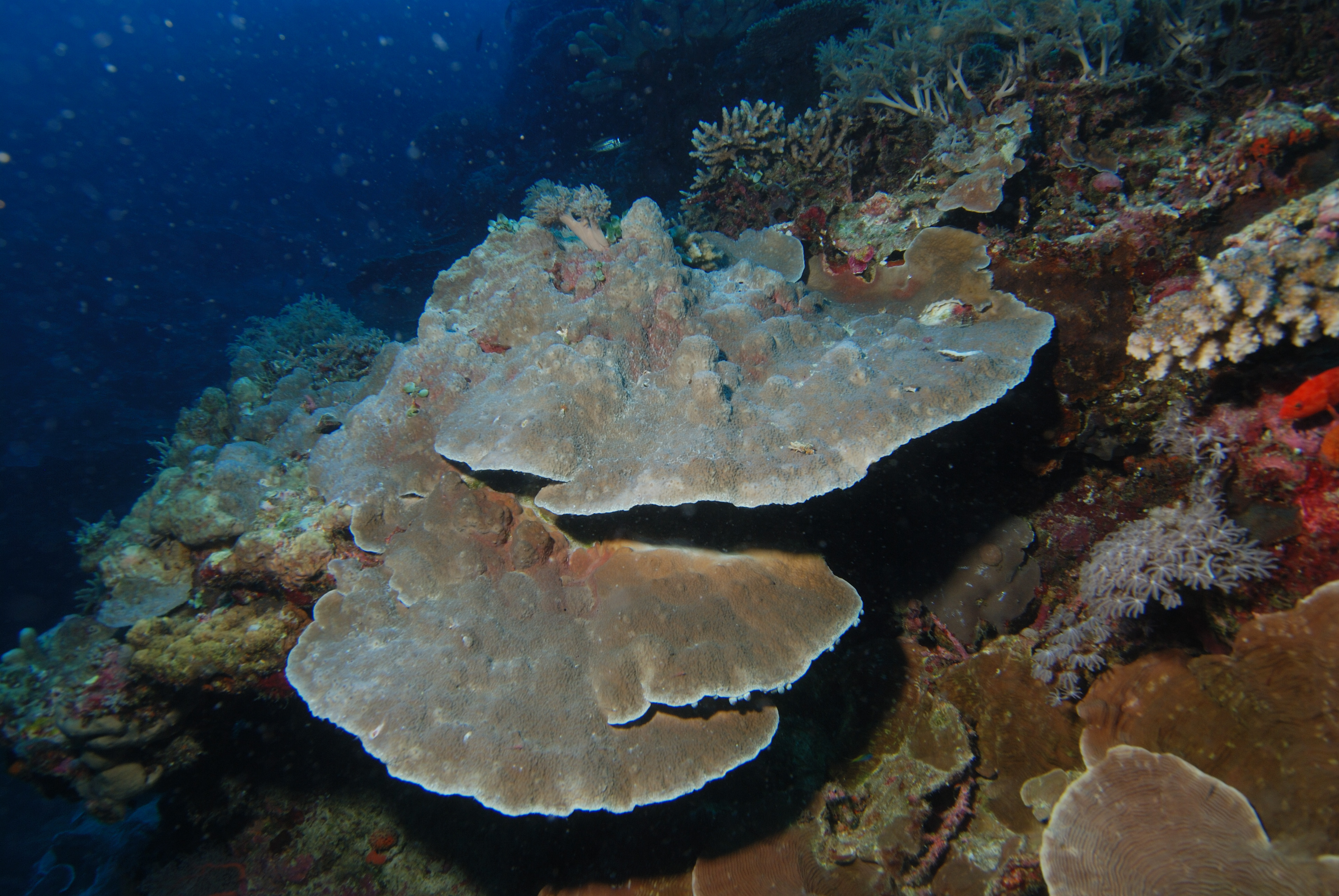
Montipora foliosa, un corail recouvrant.
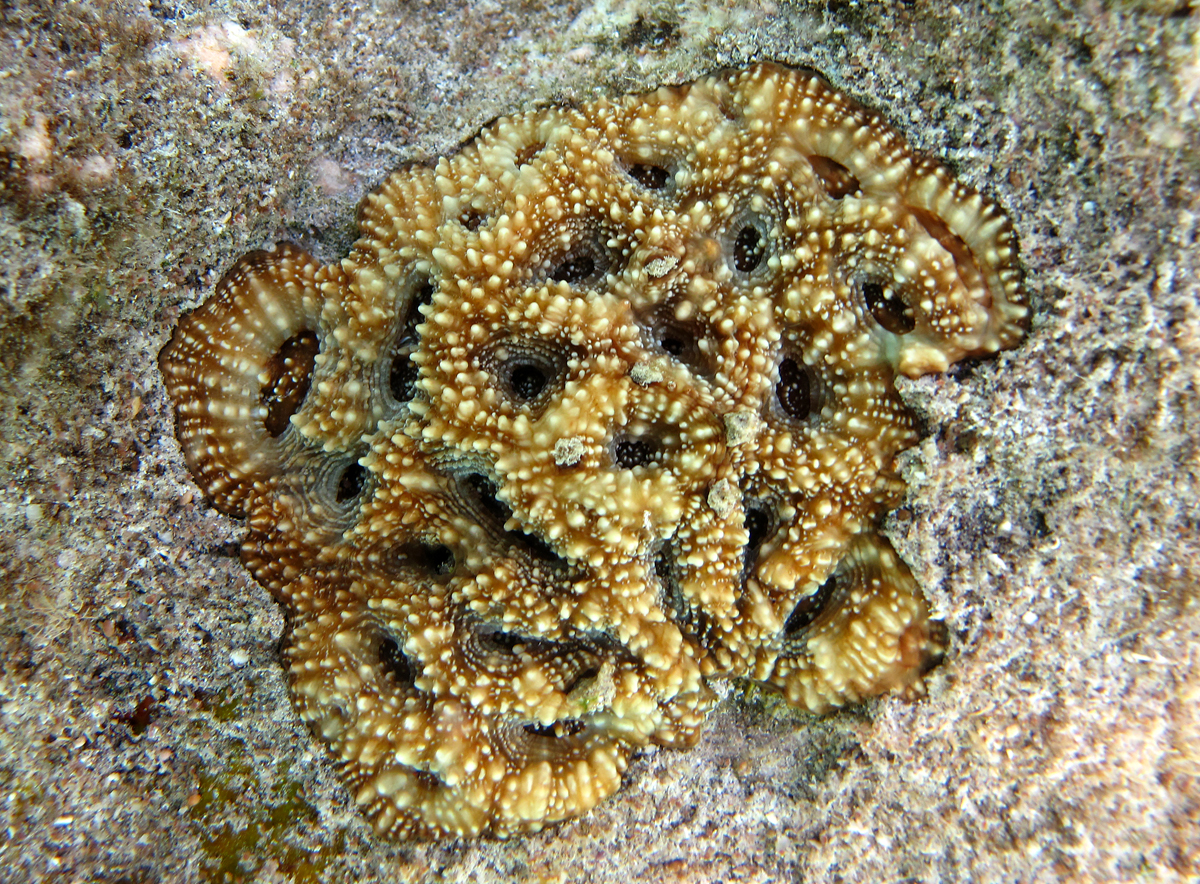
Acanthastrea echinata, un corail encroûtant.
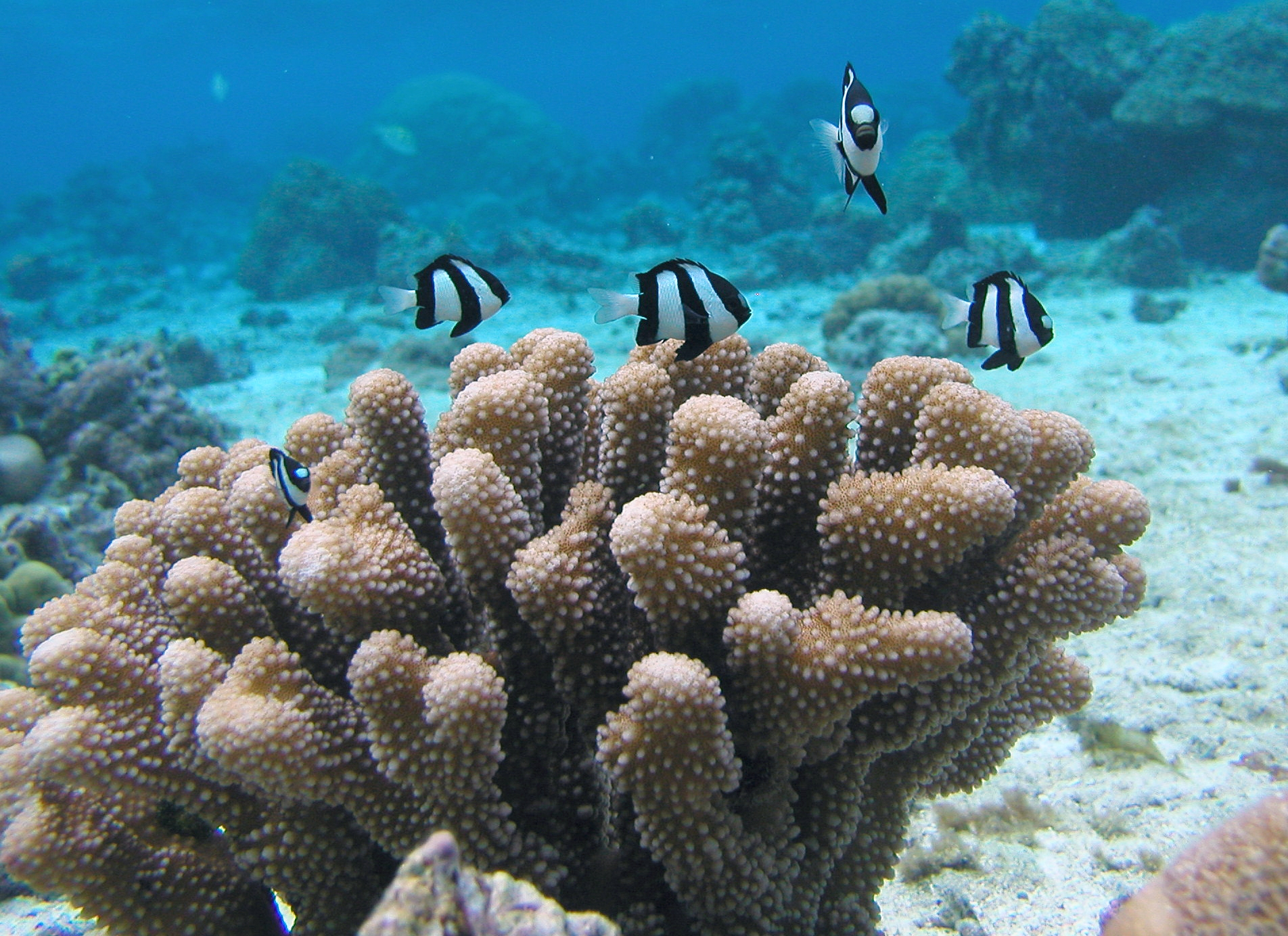
Pocillopora meandrina, un « corail-framboise ».
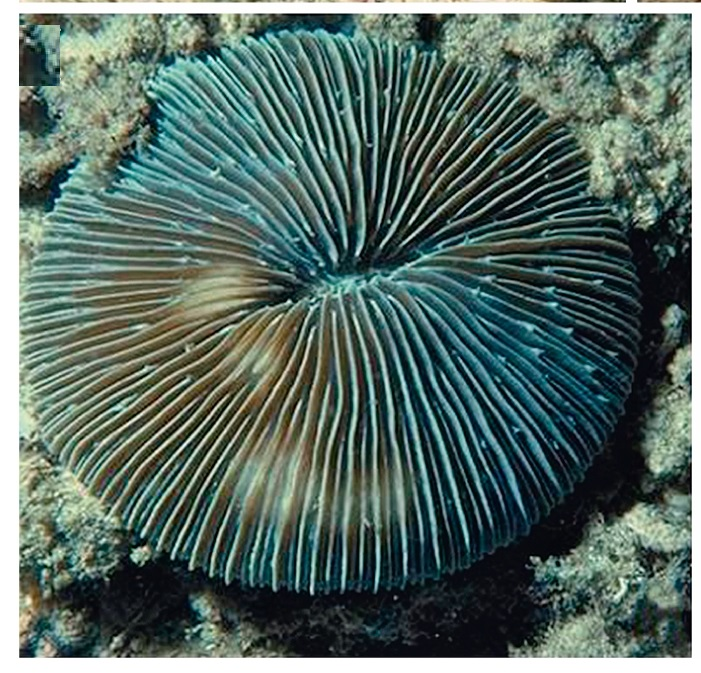
Lithophyllon scabra, un « corail-champignon ».
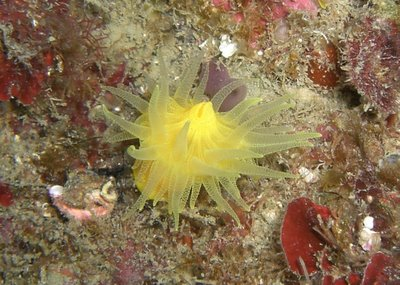
Leptopsammia pruvoti, un corail solitaire.
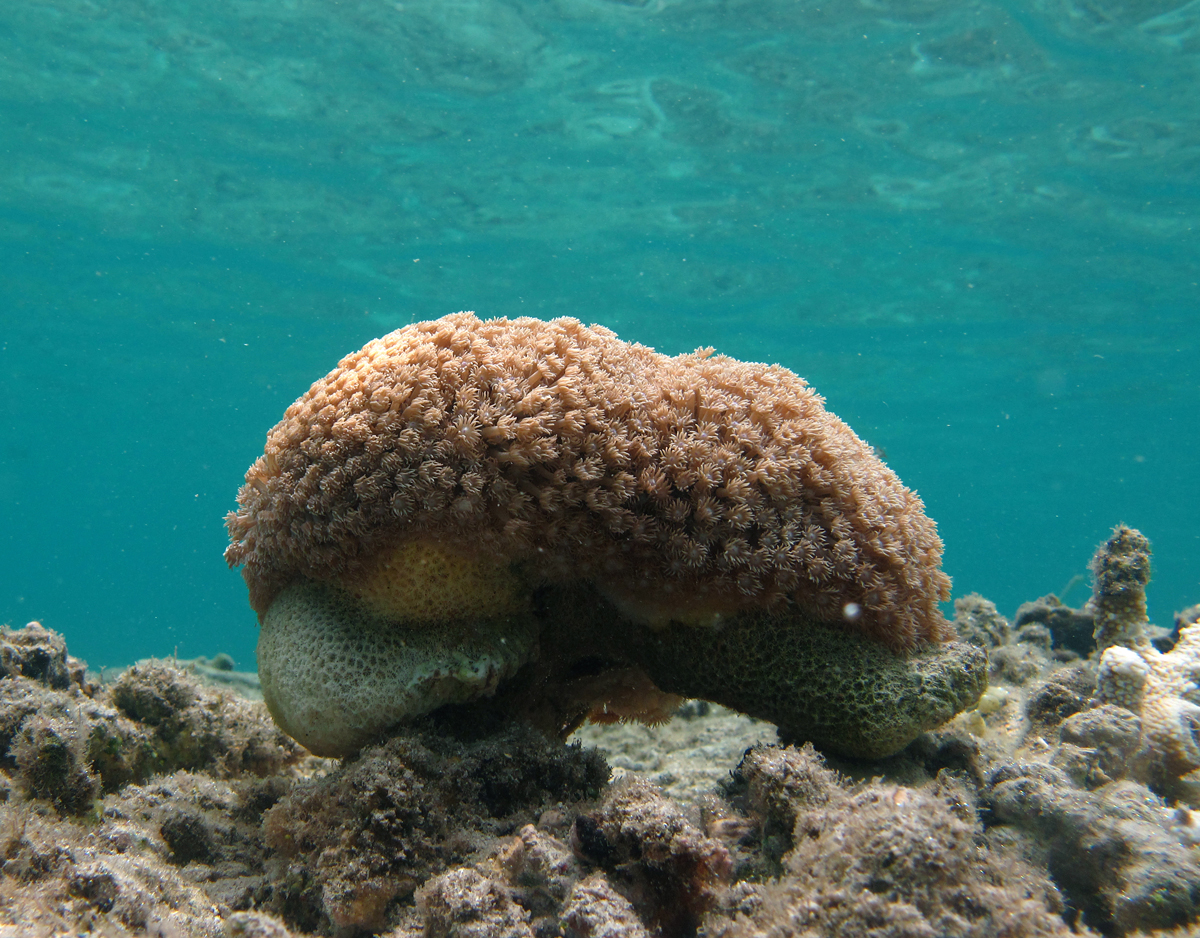
Goniopora sp., un corail aux longs polypes charnus.
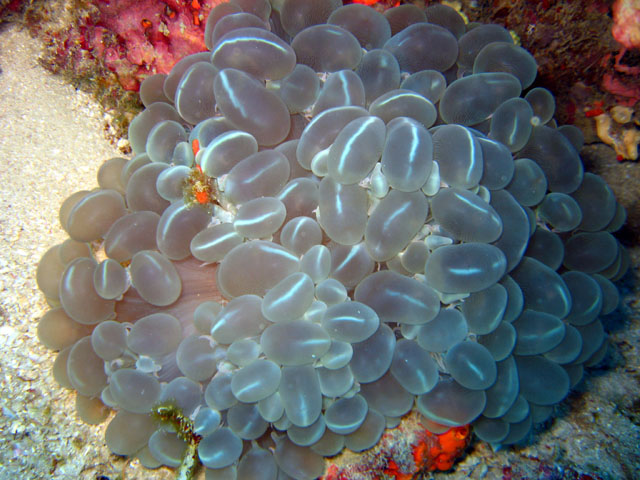
Plerogyra sinuosa, un « corail-bulles ».
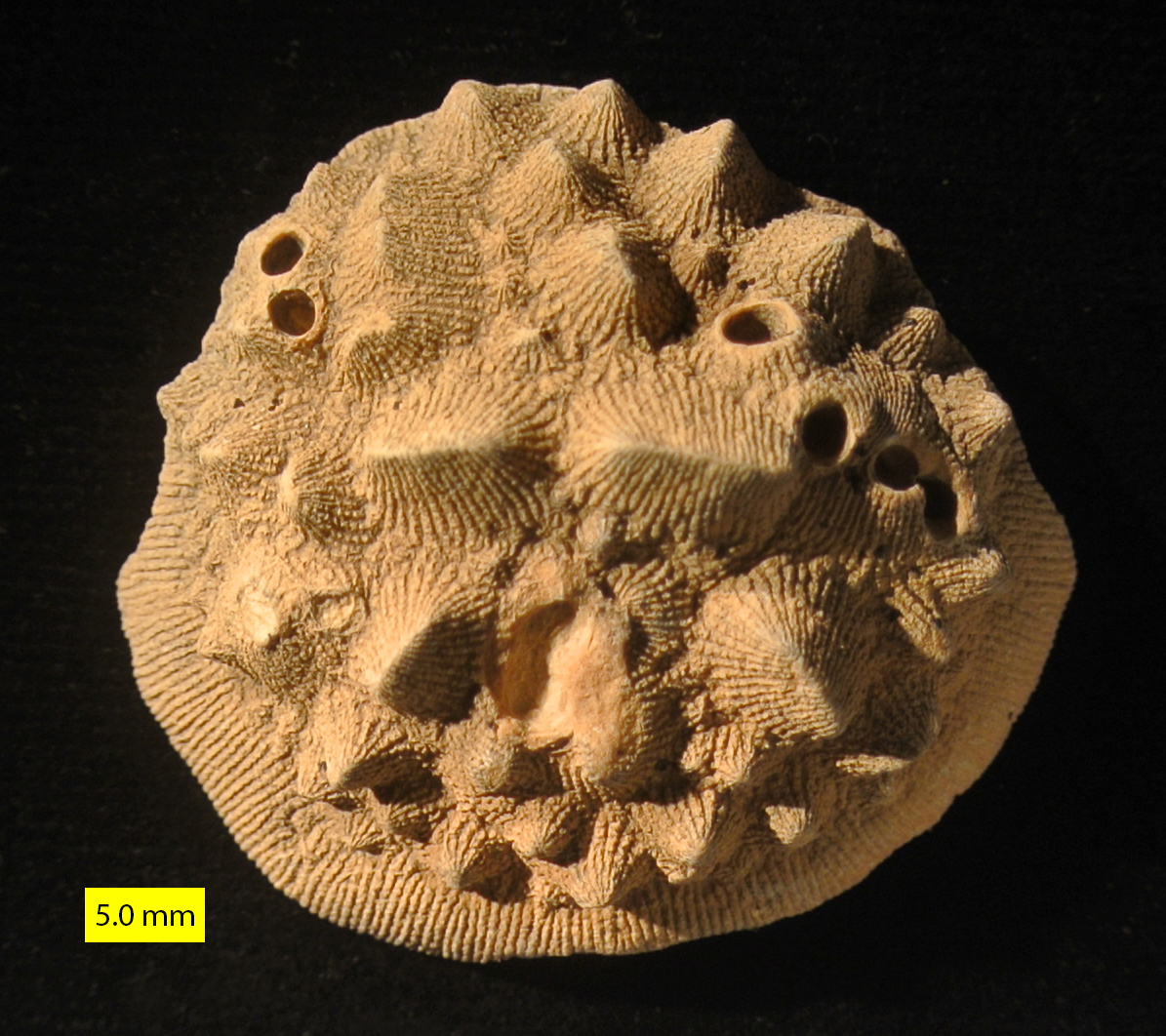
Aspidiscus cristatus (fossile).

## Biologie et écologie

### Répartition et écologie

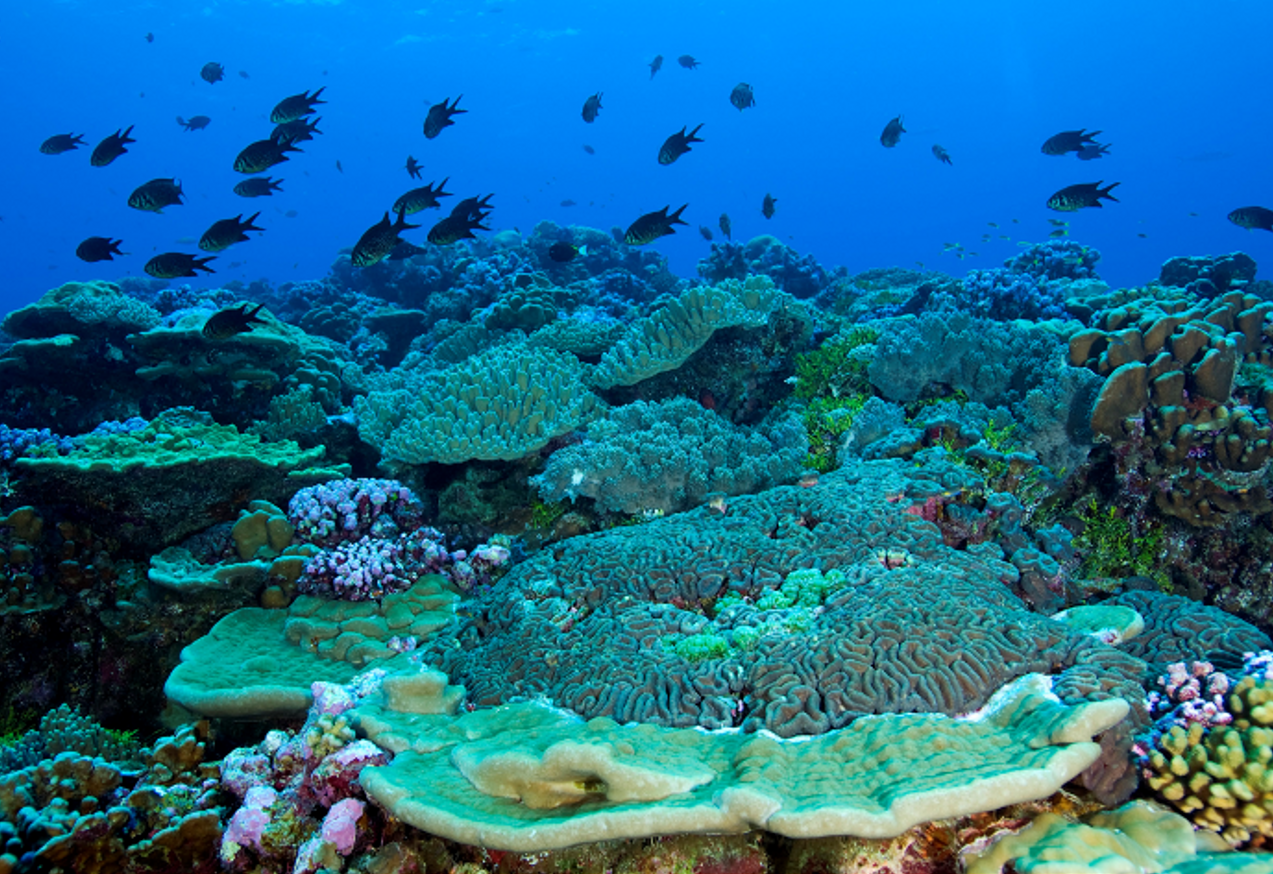
Assemblage corallien sur l'atoll de Palmyra, avec de nombreuses espèces différentes.

Les coraux photosynthétiques bâtisseurs de récifs sont essentiellement répartis entre les tropiques, dans les eaux chaudes et pas trop riches en nutriments, donc principalement sur les côtes est (Caraïbes plutôt que Californie, Grande Barrière australienne plutôt que la côte ouest, côte est-africaine, etc.). Suivant la turbidité de l'eau, on les trouve de la surface à une trentaine ou plus d'une soixantaine de mètres de profondeur, les différentes espèces étant adaptées à des conditions de lumière et de paramètres écologiques différents.
En France, on trouve l'espèce Cladocora caespitosa, qui est le seul corail photosynthétique bâtisseur de récifs en Méditerranée. Il demeure cependant incapable de constituer des structures similaires aux récifs tropicaux. Il s'y trouve également plusieurs espèces de coraux solitaires et de coraux d'eau froide (en grande profondeur).

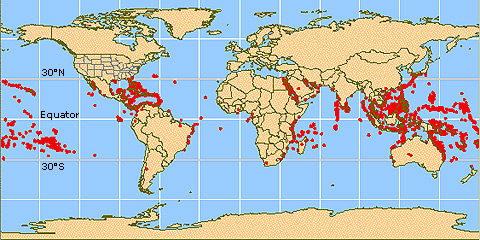
Carte mondiale de répartition des récifs de corail photosynthétique.
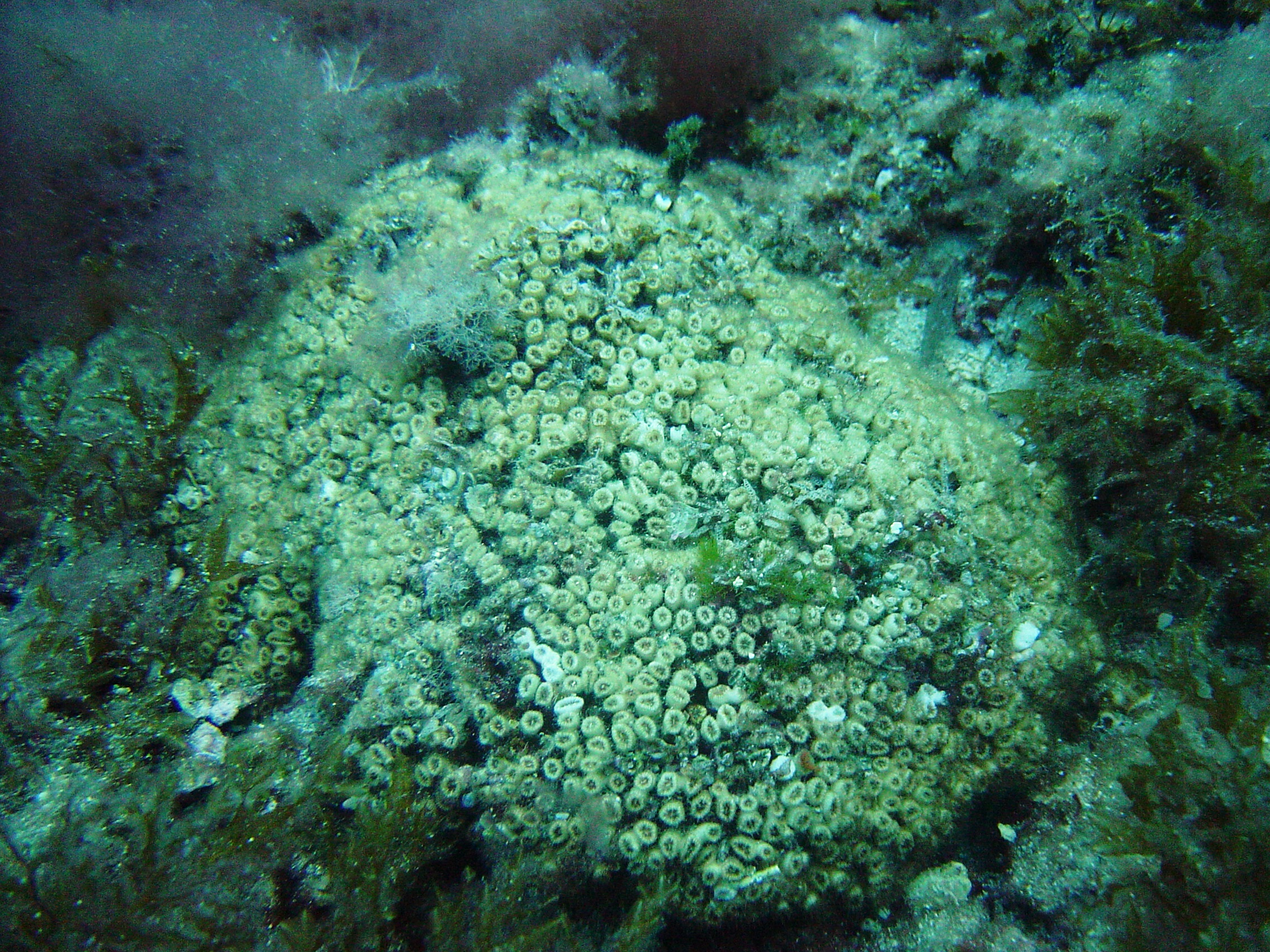
Cladocora caespitosa en Méditerranée française.

### Alimentation et photosynthèse
De nombreux anthozoaires vivent en symbiose avec des végétaux unicellulaires : les zooxanthelles dans les mers chaudes, ou d'autres espèces de phytoplancton dans les mers froides. Un large éventail de bactéries fixatrices d'azote, y compris des décomposeurs de chitine vivent dans le mucus produit par les polypes et forment une part importante de la nutrition des polypes. Le type d'association entre l'hôte et sa flore varie selon l'espèce. Différentes populations bactériennes sont associées aux muqueuses, au squelette et aux tissus des anthozoaires. 

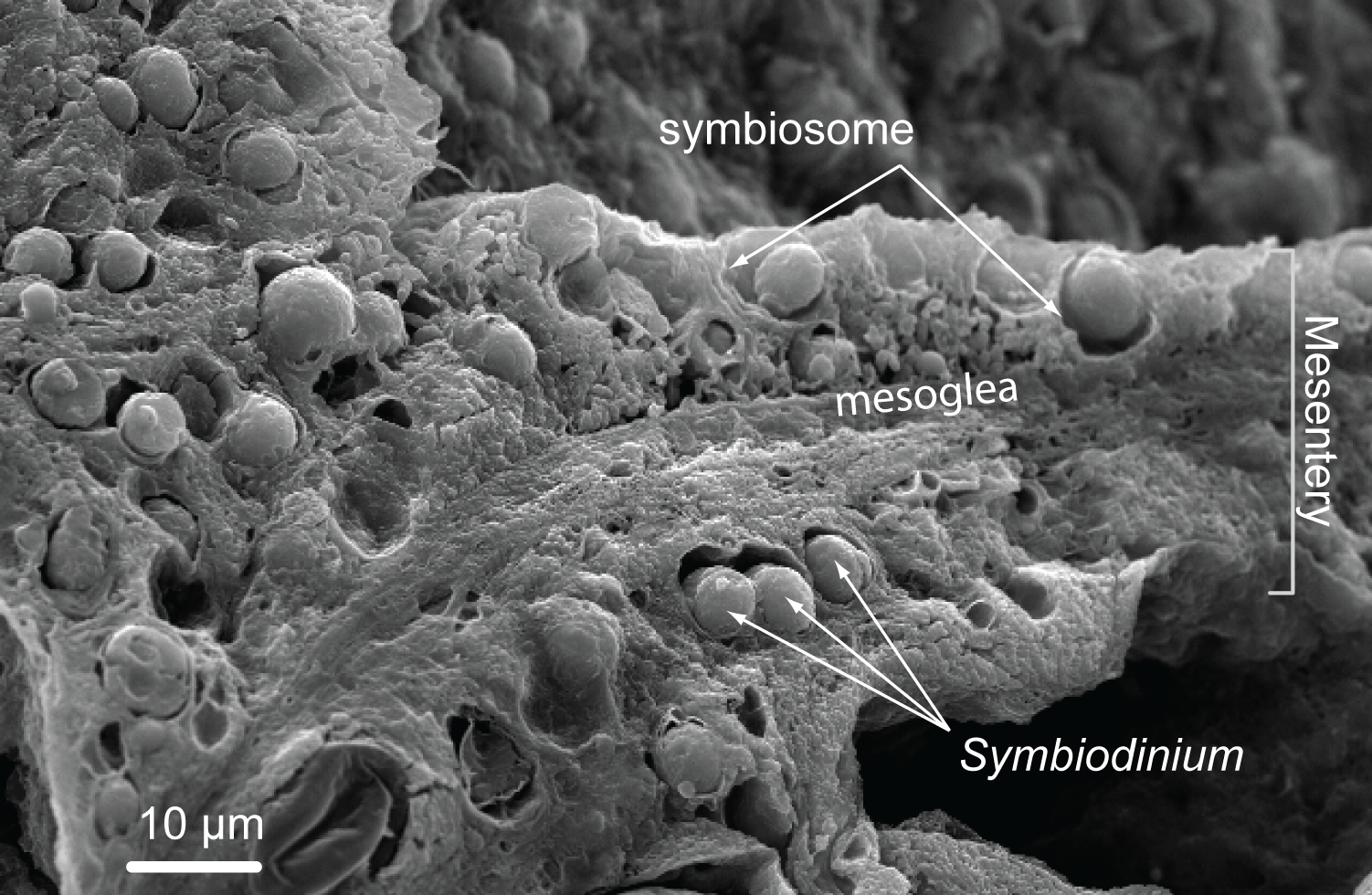
Photo au microscope électronique des zooxanthelles dans une fraction de corail.

Les scléractiniaires se divisent en deux groupes :
- Les taxons avec zooxanthelles, coloniaux rencontrés dans des eaux tropicales claires, peu profondes. Ce groupe est responsable pour une grande partie des récifs de corail, et se nourrit partiellement de plancton capturé dans l'eau et partiellement des sucres synthétisés par leurs algues symbiotiques (les zooxanthelles).
- Les taxons sans zooxanthelles, souvent solitaires, représentés dans tous les océans, même en région polaire ou abyssale jusqu'à 6 000 m de profondeur. Ce groupe ne forme que rarement des récifs proprement dits (mais peuvent constituer de vastes « récifs d'eau froide » en grande profondeur), et n'a pas besoin de lumière, vivant sur un régime exclusivement suspensivore.

Ces deux groupes ne sont pas monophylétiques, et constituent des adaptations aux conditions de vie, adaptations apparues à différents moments de l'Histoire dans des groupes divers ; cependant, l'ancêtre commun était probablement un corail à zooxanthelles. Des études récentes ont mis en évidence, outre la grande diversité des zooxanthelles (y compris au sein d'une même espèce et d'une même population de coraux), l'existence d'autres types de symbiontes au rôle encore mal compris, des sporozoaires (embranchement des Apicomplexa) appelés corallicolides.

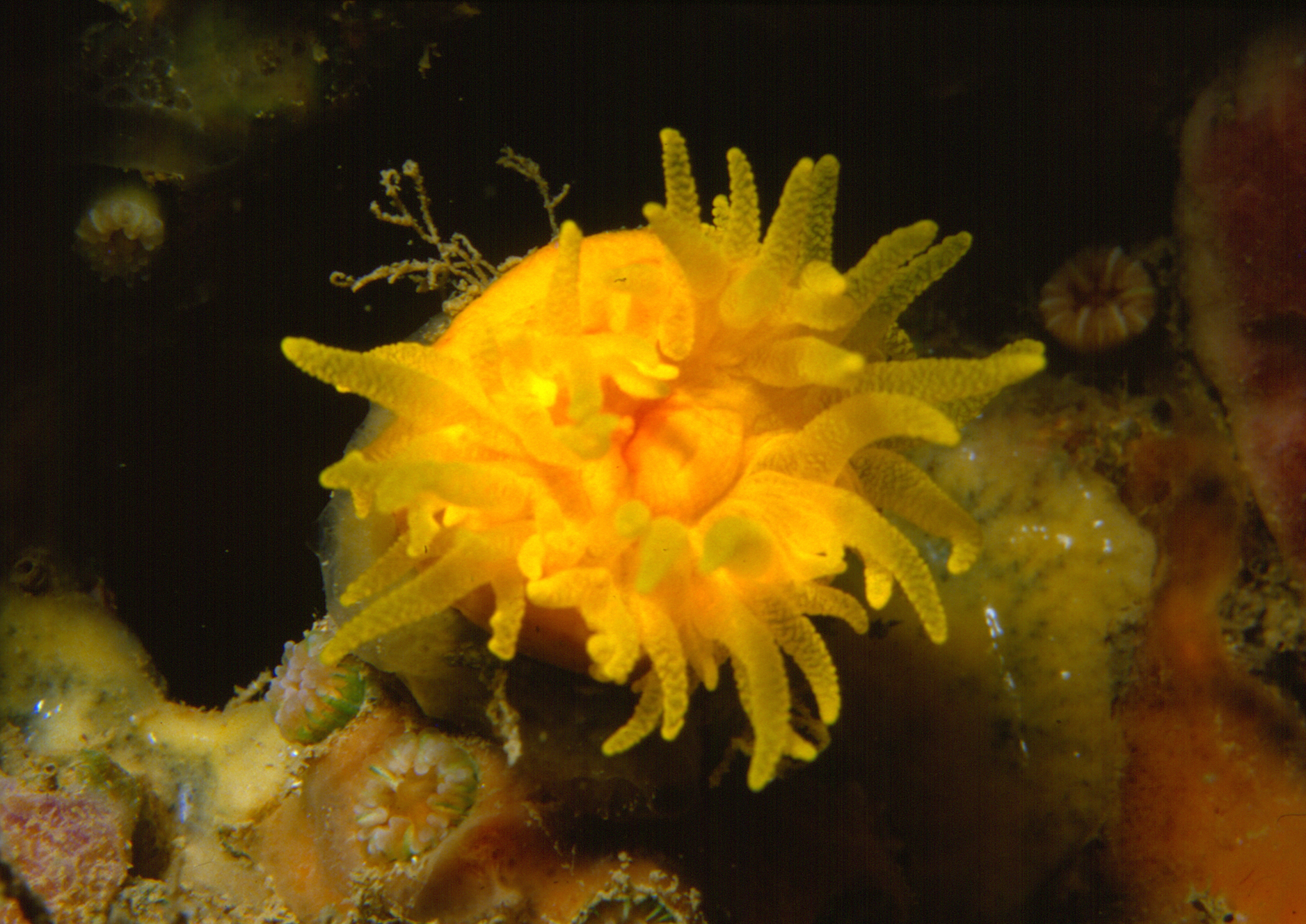
Leptopsammia pruvoti, un corail solitaire en Méditerranée.
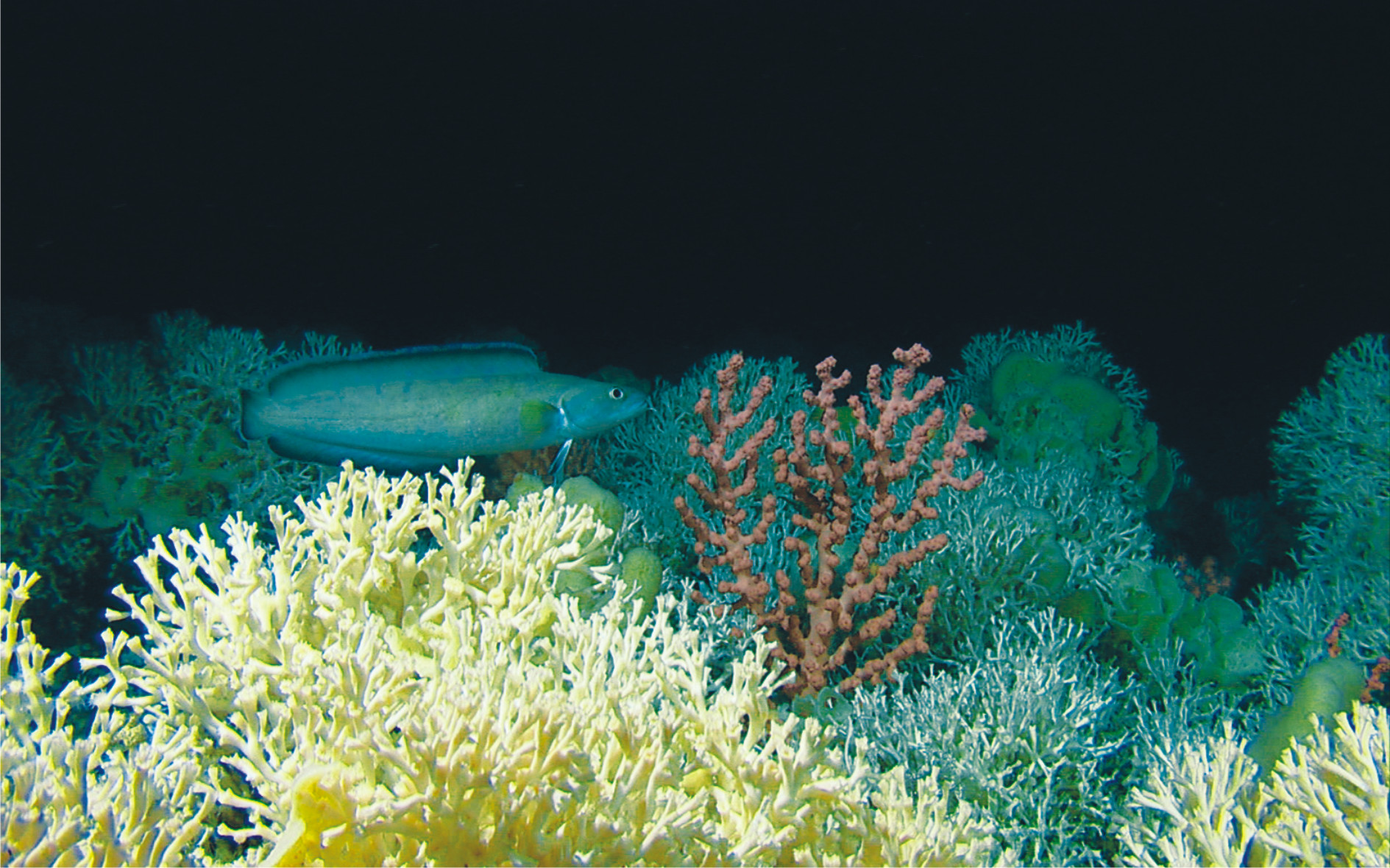
Récif abyssal à Lophelia pertusa en Atlantique nord.

### Reproduction
Les coraux se reproduisent de deux manières. D'une part la colonie croît par division des polypes, qui sont donc tous des clones. Ensuite, pendant la saison de la reproduction, ceux-ci émettent des gamètes sexués, œufs et sperme : sur une zone parfois très étendue, tous les individus d'une même espèce relâchent leur semence en pleine eau au même moment, grâce à un signal phéromonal diffusé dans l'eau (cela survient généralement à la pleine lune, de nuit). Les œufs se développent en planula, qui après une vie planctonique plus ou moins courte se fixent pour donner le germe d'une nouvelle colonie. Certaines espèces comme les Pocillopora peuvent cependant avoir accès à d'autres types de reproduction.

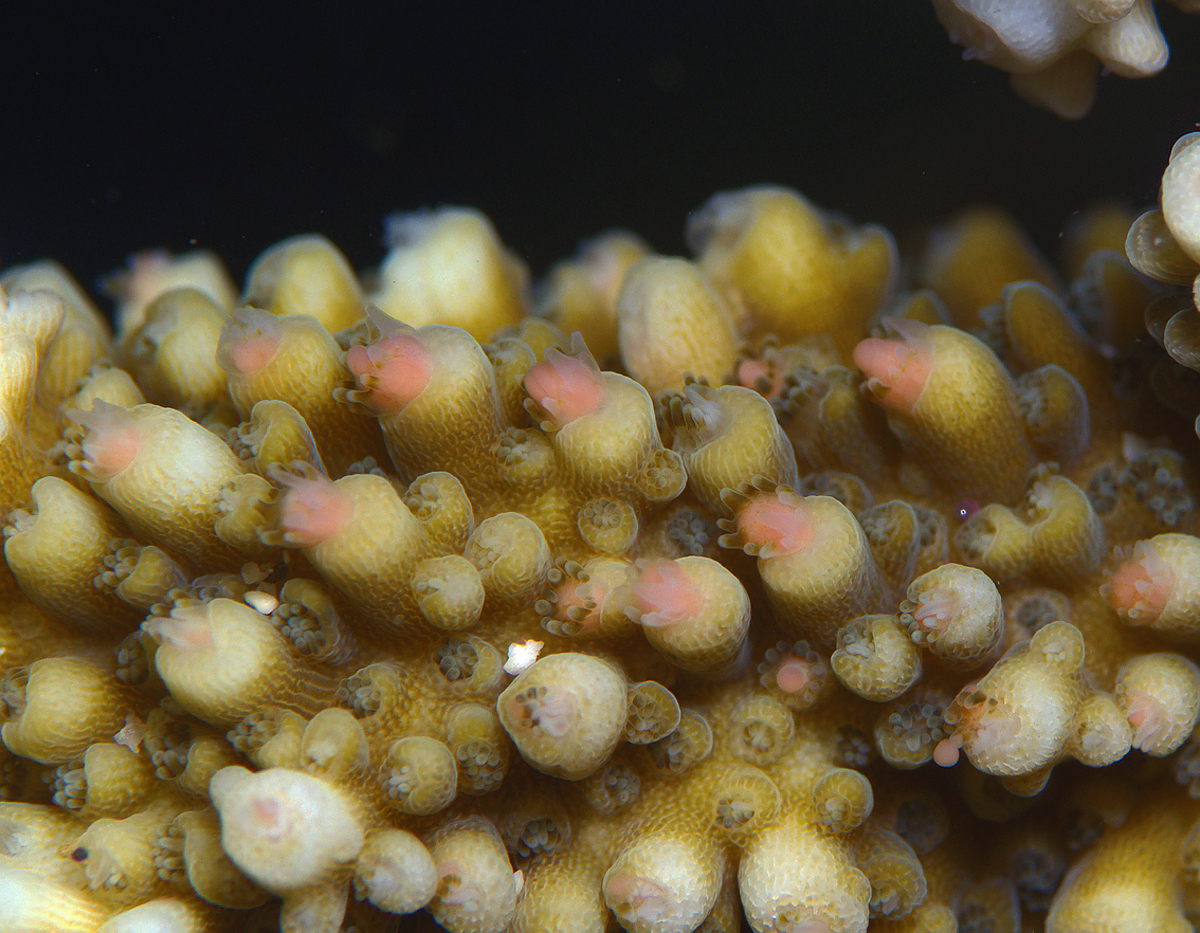
Ponte d'un Acropora sp. à La Réunion (les œufs sont des boules roses).
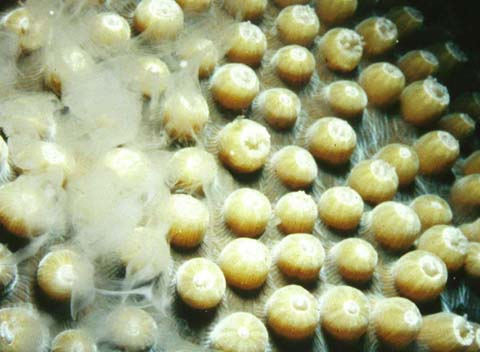
Éjection du sperme d'un Montastraea cavernosa.

### Menaces et prédateurs

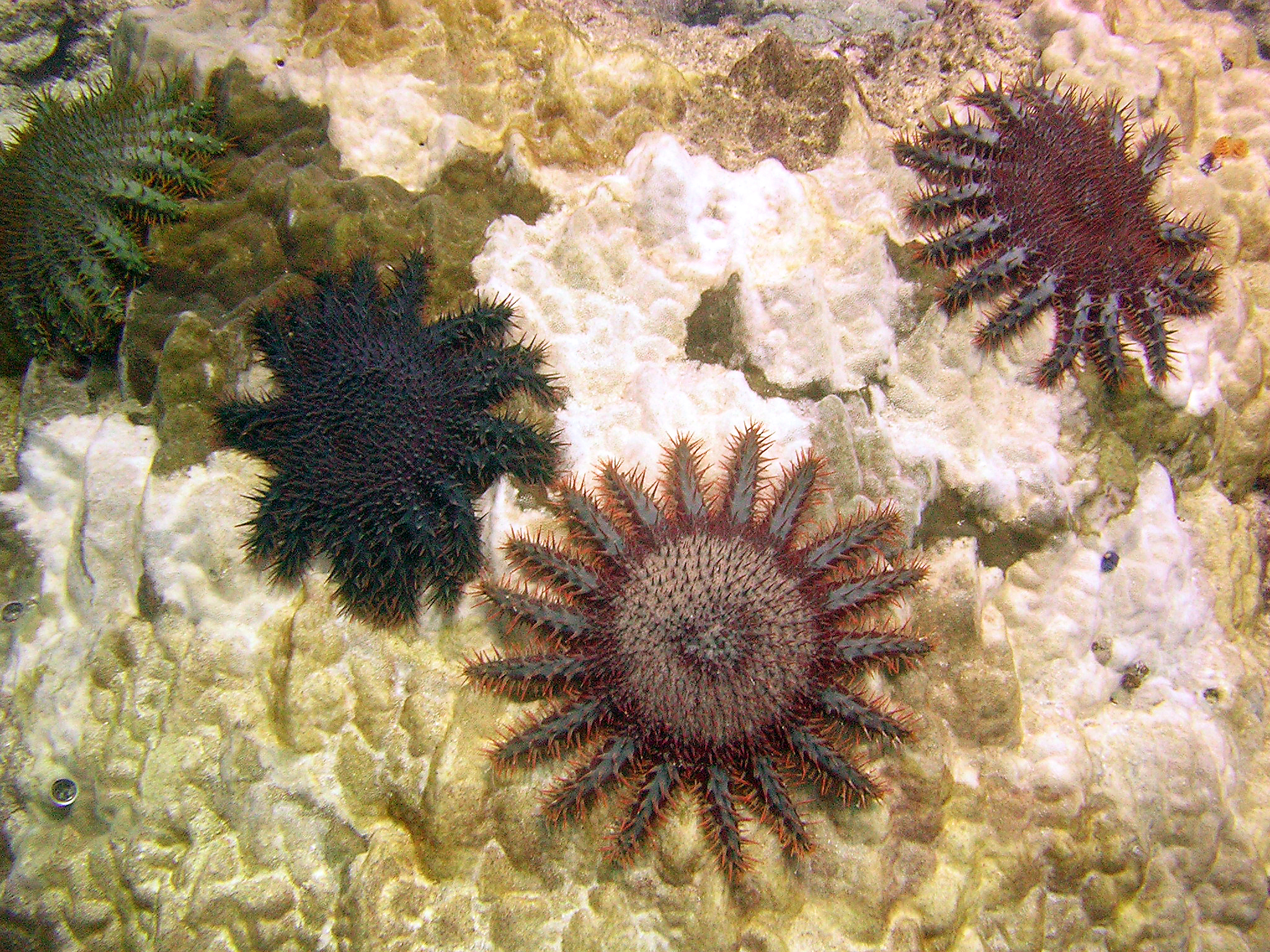
L'étoile de mer Acanthaster planci est un redoutable prédateur du corail ; ici sur un Porites en Polynésie.

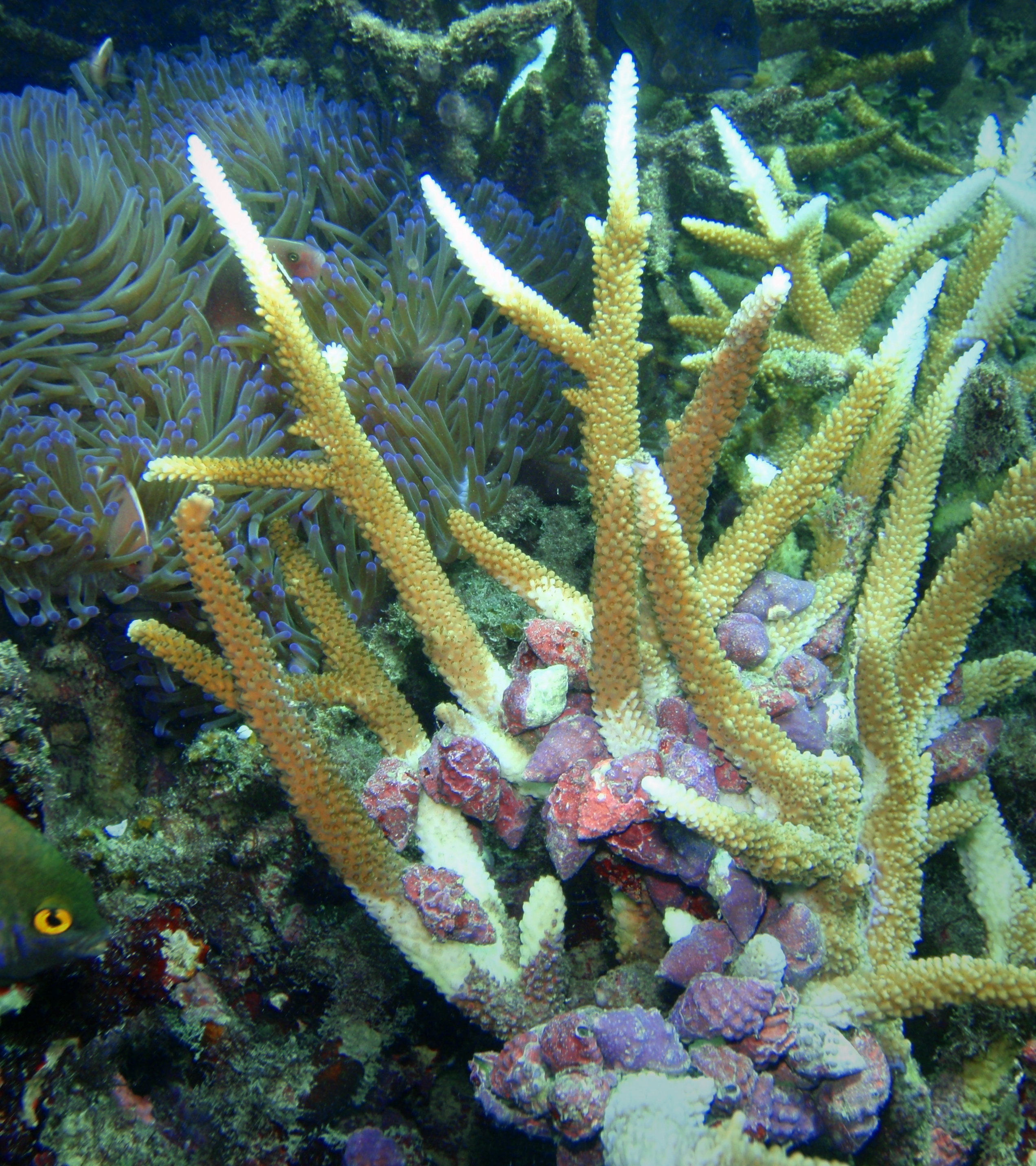
Les coquillages du genre Drupella sont aussi des prédateurs du corail ; île de Ko Tao, Thaïlande.

De nombreux poissons se nourrissent des polypes du corail, notamment les poissons-papillons, dont la bouche allongée est adaptée à l'arrachage précis des polypes. Les poissons-perroquets adaptent une autre stratégie : leurs dents ont fusionné pour former un bec puissant, qui leur permet de croquer directement la croûte calcaire, et de se nourrir suivant les espèces des polypes ou du feutrage algal qui peut recouvrir le corail.
D'autres animaux peuvent se nourrir de corail, notamment certains échinodermes : les étoiles de mer des genres Culcita et surtout Acanthaster sont capables de projeter leur estomac sur une colonie de corail pour la digérer de manière externe, et leur potentiel de destruction peut être spectaculaire.
Certains mollusques gastéropodes sont aussi corallivores, comme ceux du genre Drupella : ils peuvent former des groupes nombreux capables de tuer assez rapidement des colonies d'acropores en cas de prolifération. Cependant, ils n'ont encore jamais été impliqués dans des mortalités à grande échelle comme l'acanthaster.
Les coraux sont aussi la proie de maladies et de parasites, et certains organismes comme les algues ou les éponges peuvent se développer sur leur squelette, en tuant les polypes. Mais les coraux eux-mêmes se livrent une guerre féroce pour l'espace et la lumière, et peuvent émettre un mucus toxique pour tuer les coraux autour, ou avoir recours à des agressions physiques à l'aide de leurs polypes.
Cependant, la principale menace qui pèse actuellement sur les coraux bâtisseurs de récifs reste l'Homme et son influence sur l'environnement. La surpêche, la pollution, l’agriculture et l’aménagement du territoire au cours des deux derniers siècles ont favorisé, de façon directe ou non, les changements dans les écosystèmes coralliens, ce qui a accéléré la perte d’espèces les composant, et peut-être favorisé l'invasion de certains prédateurs comme la destructrice étoile de mer dévoreuse de corail. Localement les coraux peuvent aussi être menacés par leur exploitation directe. On a remarqué qu’au cours des 30 dernières années, les maladies et le blanchissement des coraux ont gravement augmenté en fréquence et en ampleur et cela malgré les divers essais pour les protéger. On estime que déjà 30 % de ceux-ci sont en grave déclins et que d’ici 2030, plus de 60 % seront perdus.
Dans certaines régions, des associations ont mis en place des programmes de transplantation artificielle de corail dans les zones endommagées. Malgré quelques succès locaux, l'ampleur de ces entreprises demeure très éloignée de l'étendue de la mortalité.

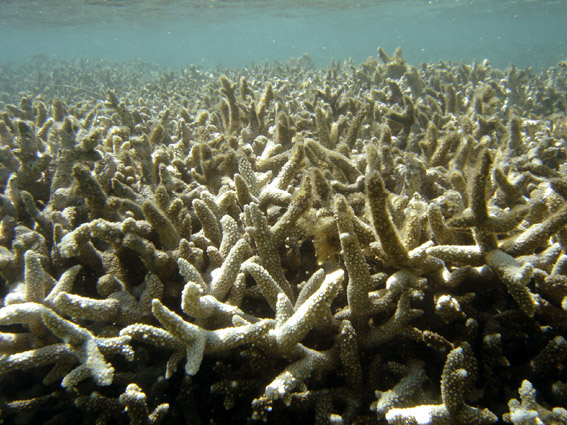
Corail blanchi et mort à La Réunion.
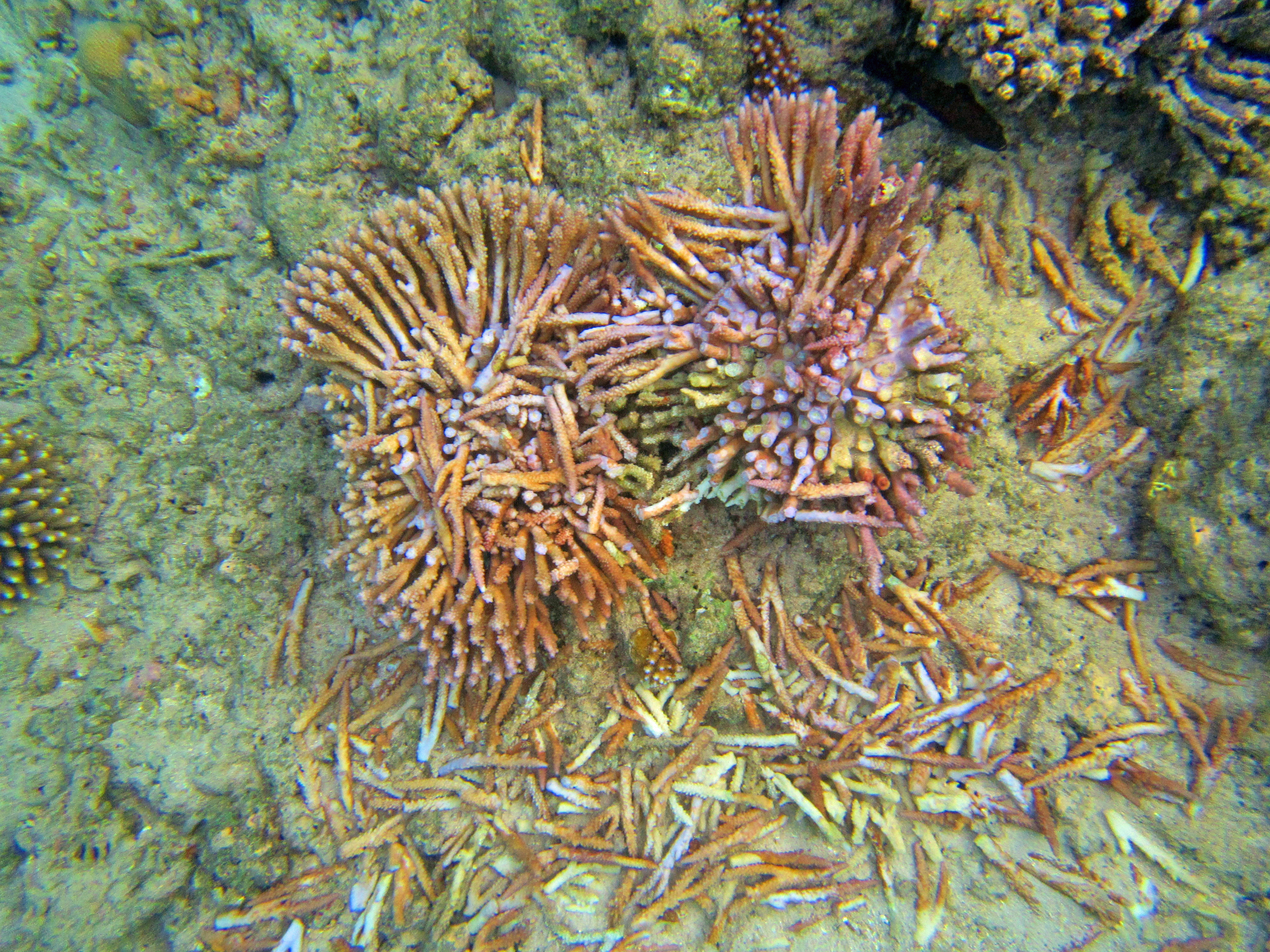
Une colonie de corail fracassée, par une ancre ou par un baigneur maladroit, à Mayotte. Si elle survit, elle mettra plusieurs longues années à se reconstituer.
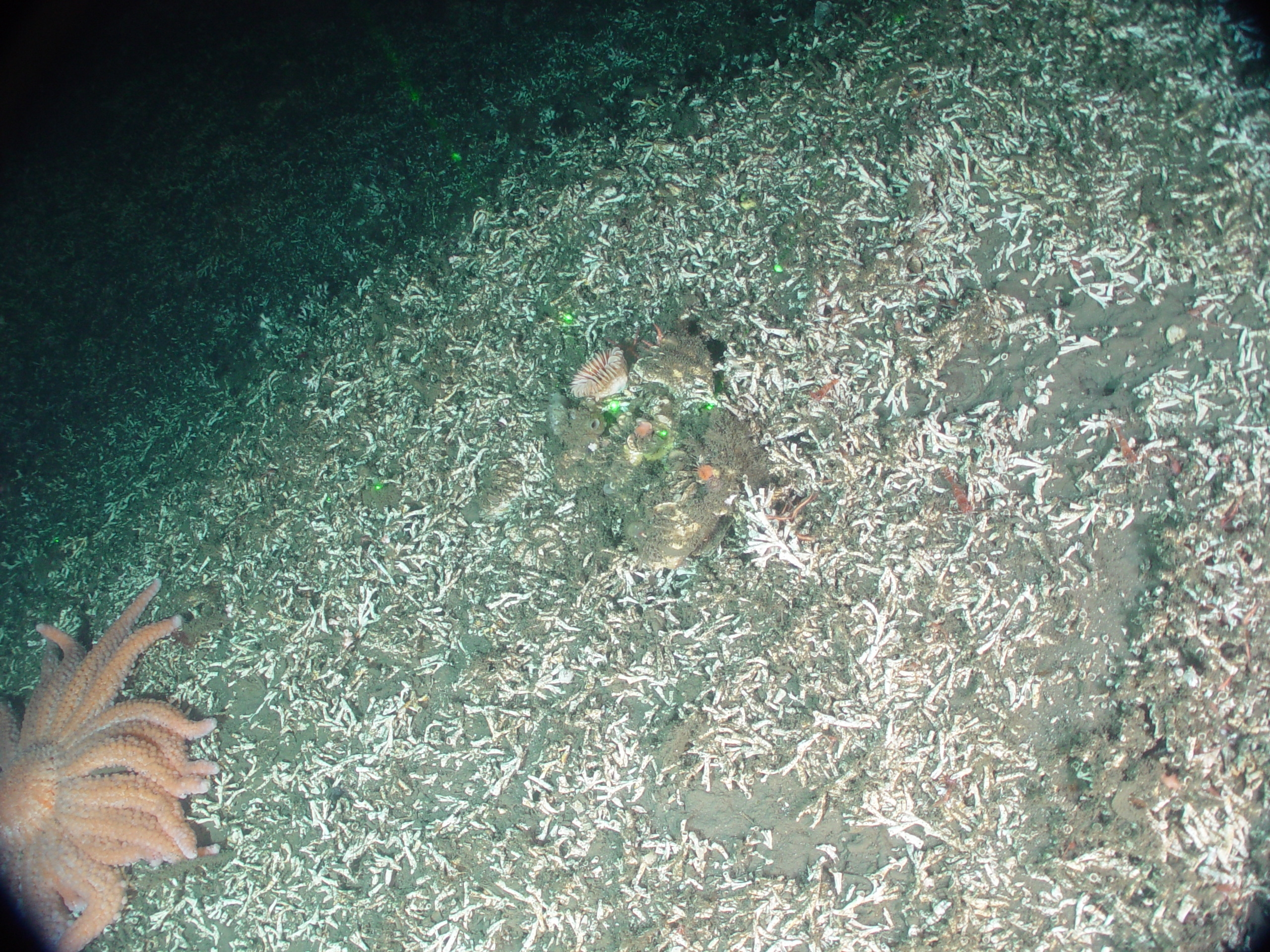
Un récif de Lophelia pertusa après le passage d'un chalutier de fond.
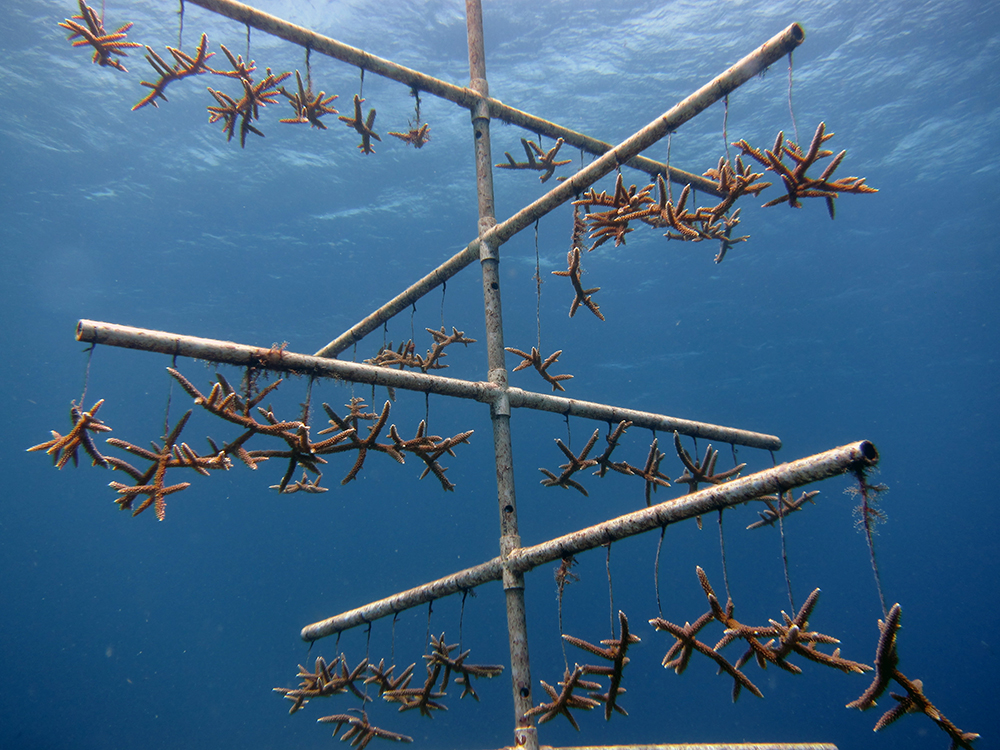
Culture d'Acropora cervicornis aux Caraïbes pour transplantation.

## Publication originale
- Bourne G.C. (1900). Chap. 6. The Anthozoa. In: Lankester E.R. (ed), A Treatise on Zoology. Part II. The Porifera and Coelenterata. London, Adam & Charles Black. Pp. 1-84. lire

## Liste des familles

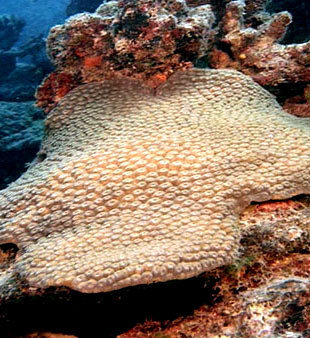
Stephanosoenia michelinii

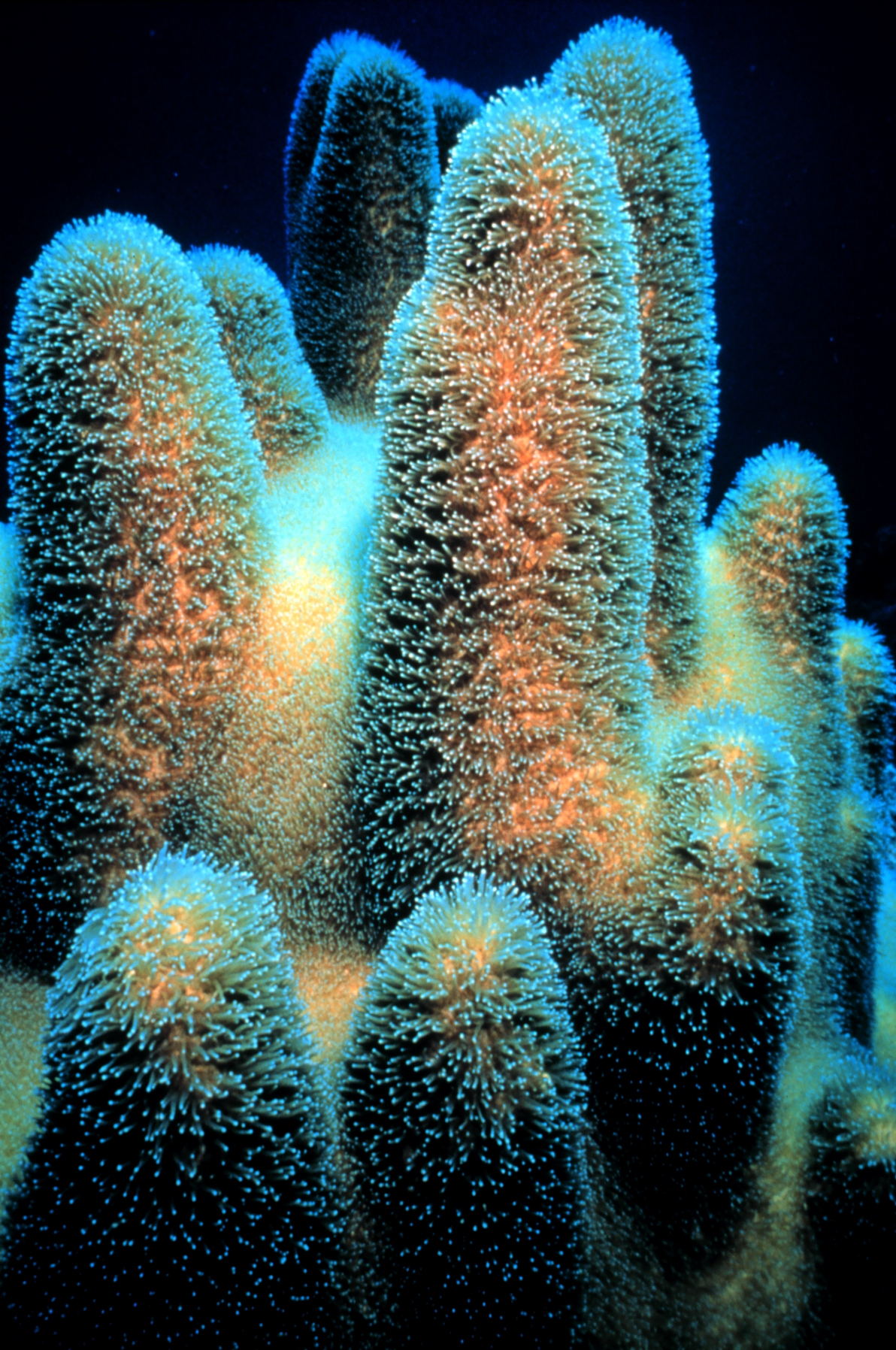
Dendrogyra cylindrus

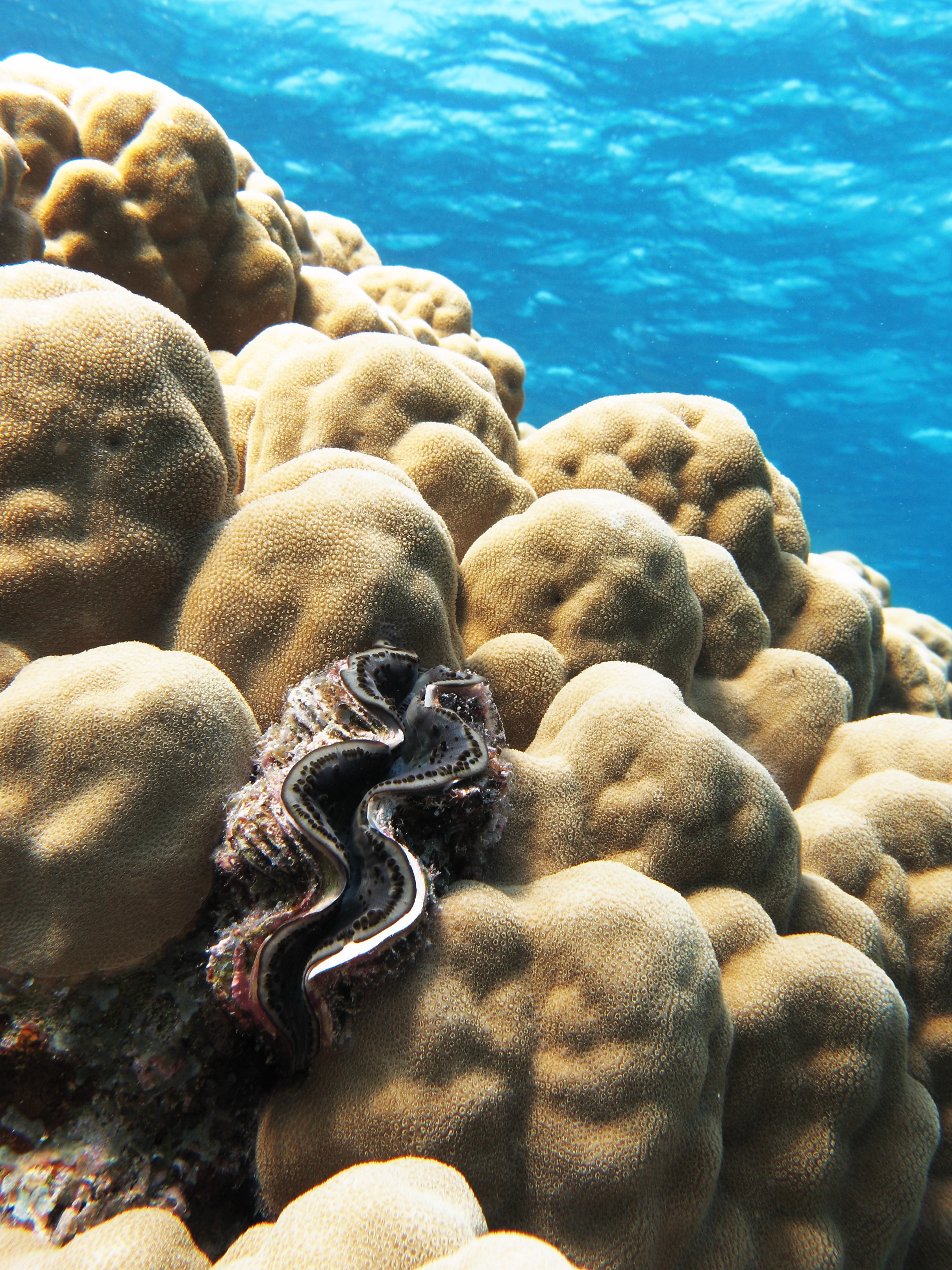
Un bénitier incrusté dans un Porites nodifera

| Selon World Register of Marine Species (18 novembre 2014) : - famille Acroporidae Verrill, 1902 - famille Anthemiphylliidae Vaughan, 1907 - famille Astrocoeniidae Koby, 1890 - famille Caryophylliidae Dana, 1846 - famille Coscinaraeidae Benzoni, F., Arrigoni, R., Stefani, F., Stolarski, J., 2012 - famille Deltocyathidae Kitahara, Cairns, Stolarski & Miller, 2012 - famille Dendrophylliidae Gray, 1847 - famille Diploastreidae Chevalier & Beauvais, 1987 - famille Euphylliidae Alloiteau, 1952 - famille Flabellidae Bourne, 1905 - famille Fungiacyathidae Chavalier, 1987 - famille Fungiidae Dana, 1846 - famille Gardineriidae Stolarski, 1996 - famille Guyniidae Hickson, 1910 - famille Lobophylliidae Dai & Horng, 2009 - famille Meandrinidae Gray, 1847 - famille Merulinidae Verrill, 1865 - famille Micrabaciidae Vaughan, 1905 - famille Montastraeidae Yabe & Sugiyama, 1941 - famille Montlivaltiidae Dietrich, 1926 † - famille Mussidae Ortmann, 1890 - famille Oculinidae Gray, 1847 - famille Pocilloporidae Gray, 1842 - famille Poritidae Gray, 1842 - famille Psammocoridae Chevalier & Beauvais, 1987 - famille Rhizangiidae d'Orbigny, 1851 - famille Schizocyathidae Stolarski, 2000 - famille Siderastreidae Vaughan & Wells, 1943 - famille Stenocyathidae Stolarski, 2000 - famille Trochosmiliidae - famille Turbinoliidae Milne Edwards & Haime, 1848 - genres non classés (« Scleractinia incertae sedis ») : - genre Antillia Duncan, 1864 † - genre Bachytrochus - genre Blastomussa Wells, 1968 - genre Cladocora Ehrenberg, 1834 - genre Indophyllia Gerth, 1921 † - genre Leptastrea Milne Edwards & Haime, 1849 - genre Nemenzophyllia Hodgson & Ross, 1982 - genre Oulastrea Milne Edwards & Haime, 1848 - genre Physogyra Quelch, 1884 - genre Plerogyra Milne Edwards & Haime, 1848 - genre Plesiastrea Milne Edwards & Haime, 1848 - genre Solenastrea Milne Edwards & Haime, 1848 | Selon ITIS (31 janvier 2014) : - sous-ordre Astrocoeniina Vaughan et Wells, 1943 - famille Acroporidae Verrill, 1902 - famille Astrocoeniidae Koby, 1890 - famille Pocilloporidae Gray, 1842 - sous-ordre Caryophylliina Vaughan et Wells, 1943 - famille Caryophylliidae Dana, 1846 - famille Flabellidae Bourne, 1905 - famille Gardineriidae Stolarski, 1996 - famille Guyniidae Hickson, 1910 - famille Turbinoliidae Milne-Edwards et Haime, 1848 - sous-ordre Dendrophylliina Vaughan et Wells, 1943 - famille Dendrophylliidae Gray, 1847 - sous-ordre Faviina Vaughan et Wells, 1943 - famille Anthemiphylliidae Vaughan, 1907 - famille Faviidae Gregory, 1900 - famille Meandrinidae Gray, 1847 - famille Merulinidae Verrill, 1866 - famille Mussidae Ortmann, 1890 - famille Oculinidae Gray, 1847 - famille Pectiniidae Vaughan et Wells, 1943 - famille Rhizangiidae D'Orbigny, 1851 - famille Trachyphylliidae Verrill, 1901 - sous-ordre Fungiina Verrill, 1865 - famille Agariciidae Gray, 1847 - famille Fungiacyathidae Chevalier, 1987 - famille Fungiidae Dana, 1846 - famille Micrabaciidae Vaughan, 1905 - famille Poritidae Gray, 1842 - famille Siderastreidae Vaughan et Wells, 1943 | Selon Fossilworks (13 novembre 2018) : - famille †Agathiphylliidae Vaughan and Wells, 1943 - sous-ordre Faviina Vaughan et Wells, 1943 - superfamille †Stylophyllicae Volz, 1896 - famille †Cladocoridae Milne-Edwards, 1857 - famille †Columastreidae Alloiteau, 1952 - famille †Diplocteniopsidae Zlatarski 1968 - famille Faviidae Gregory, 1900 - famille Heliastraeidae Alloiteau, 1952 - famille †Isastreidae Alloiteau, 1952 - famille †Misistellidae Eliasova, 1976 - famille Mussidae Ortmann, 1890 - famille Oculinidae Gray, 1847 - famille †Pamiroseriidae Melnikova, 1984 - famille †Phyllocoeniidae Alloiteau, 1952 - famille †Placocoeniidae Alloiteau, 1952 - famille †Placosmiliidae Alloiteau, 1952 - famille †Tropidastraeidae Melnikova, 1984 - sous-ordre Fungiina Verrill, 1865 - famille †Acrosmiliidae Alloiteau, 1952 - famille †Andemantastraeidae Alloiteau, 1952 - famille †Astraeomorphidae Frech, 1890 - famille †Astraraeidae Beauvais, 1982 - famille †Dermosmiliidae Koby 1887 - famille †Felixaraeidae Beauvais, 1982 - famille Fungiacyathidae Chevalier, 1987 - famille †Funginellidae Alloiteau, 1952 - famille Fungiidae Dana, 1846 - famille †Haplaraeidae Vaughan et Wells, 1943 - famille †Kobyastraeidae Roniewicz, 1970 - famille †Pachyphyllidae Beauvais, 1982 - famille †Poriticae Gray, 1842 - famille †Procyclolitidae Vaughan et Wells, 1943 - famille †Rhipidastraeidae Eliasova, 1991 - famille Siderastreidae Vaughan et Wells, 1943 - famille †Synastraeidae Alloiteau, 1952 - famille †Thamnasteriidae Vaughan et Wells, 1943 - super-famille Agariciicae Gray, 1847 - famille Agariciidae Gray, 1847 - famille †Calamophylliidae Vaughan et Wells, 1943 - super-famille Fungiicae Dana, 1846 - famille †Cyclolitidae d'Orbigny, 1851 - famille Fungiidae Dana, 1846 - famille †Microbaciidae Vaughan, 1905 - Sous-ordre †Microsolenina - famille †Brachyphylliidae Alloiteau, 1952 - famille †Cunnolitidae Alloiteau, 1952 - famille †Latomeandridae Alloiteau, 1952 - famille †Microsolenidae Koby, 1890 - famille †Negoporitidae Eliasova, 1995 - sous-ordre †Rhipidogyrina - famille †Placophylliidae Eliasova, 1990 - famille †Rhipidogyridae Koby, 1905 - famille †Trochoidomeandridae Turnsek, 1981 - sous-ordre †Stylinina Alloiteau, 1952 - famille †Agatheliidae Beauvais and Beauvais, 1975 - famille †Cladophylliidae Morycowa and Roniewicz, 1990 - famille †Cyathophoridae Vaughan et Wells, 1943 - famille †Euheliidae de Fromentel, 1861 - famille †Euhellidae Vaughan and Wells, 1943 - famille †Stylinidae d'Orbigny, 1851 |

## Galerie de photographies

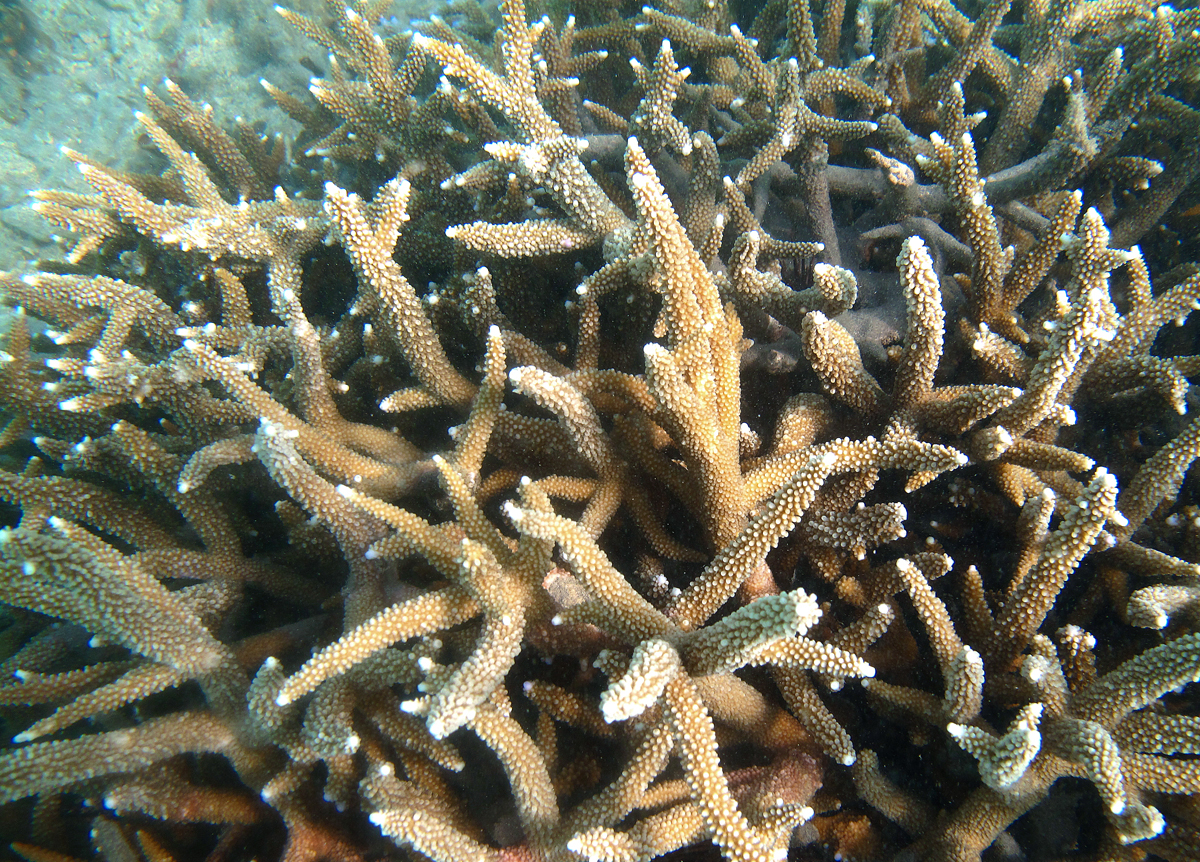
Acropora muricata (Acroporidae).
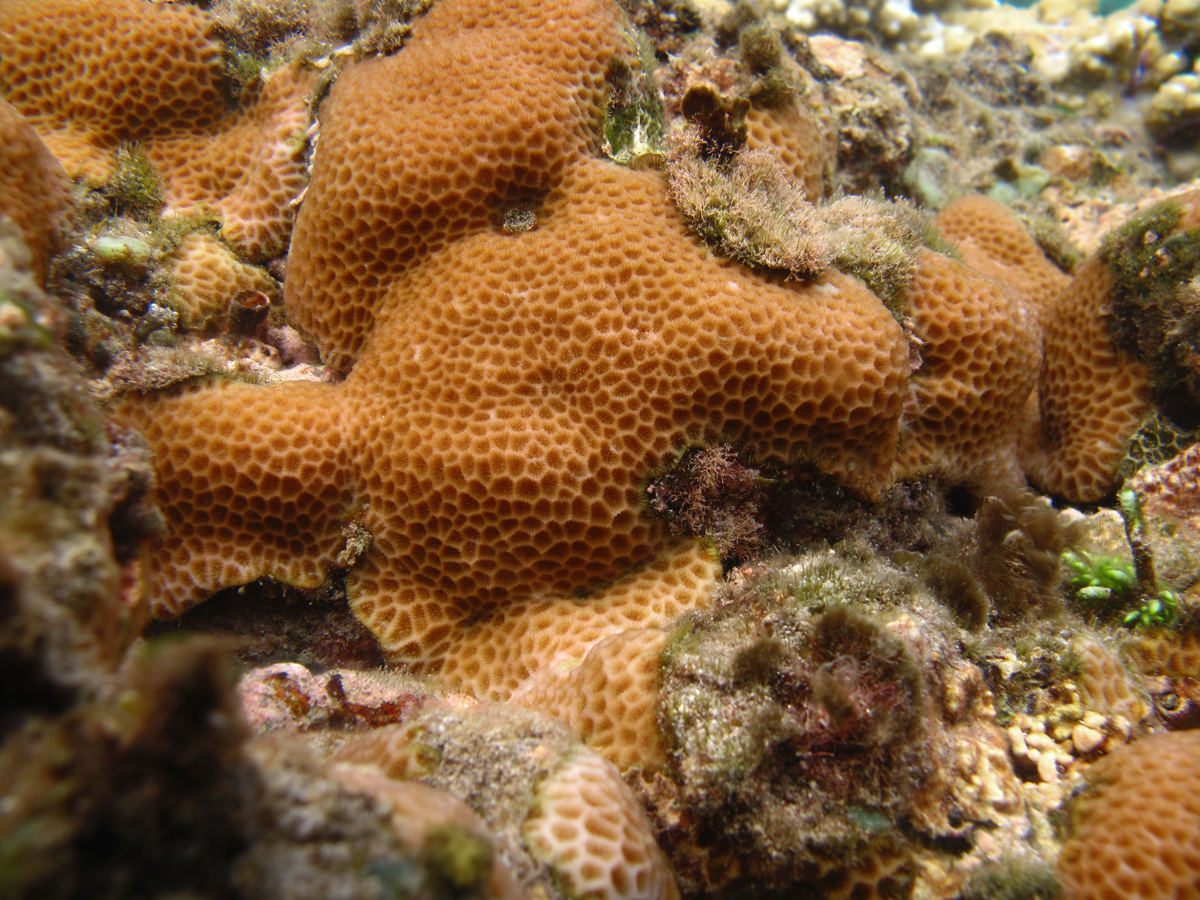
Gardineroseris planulata (Agariciidae).
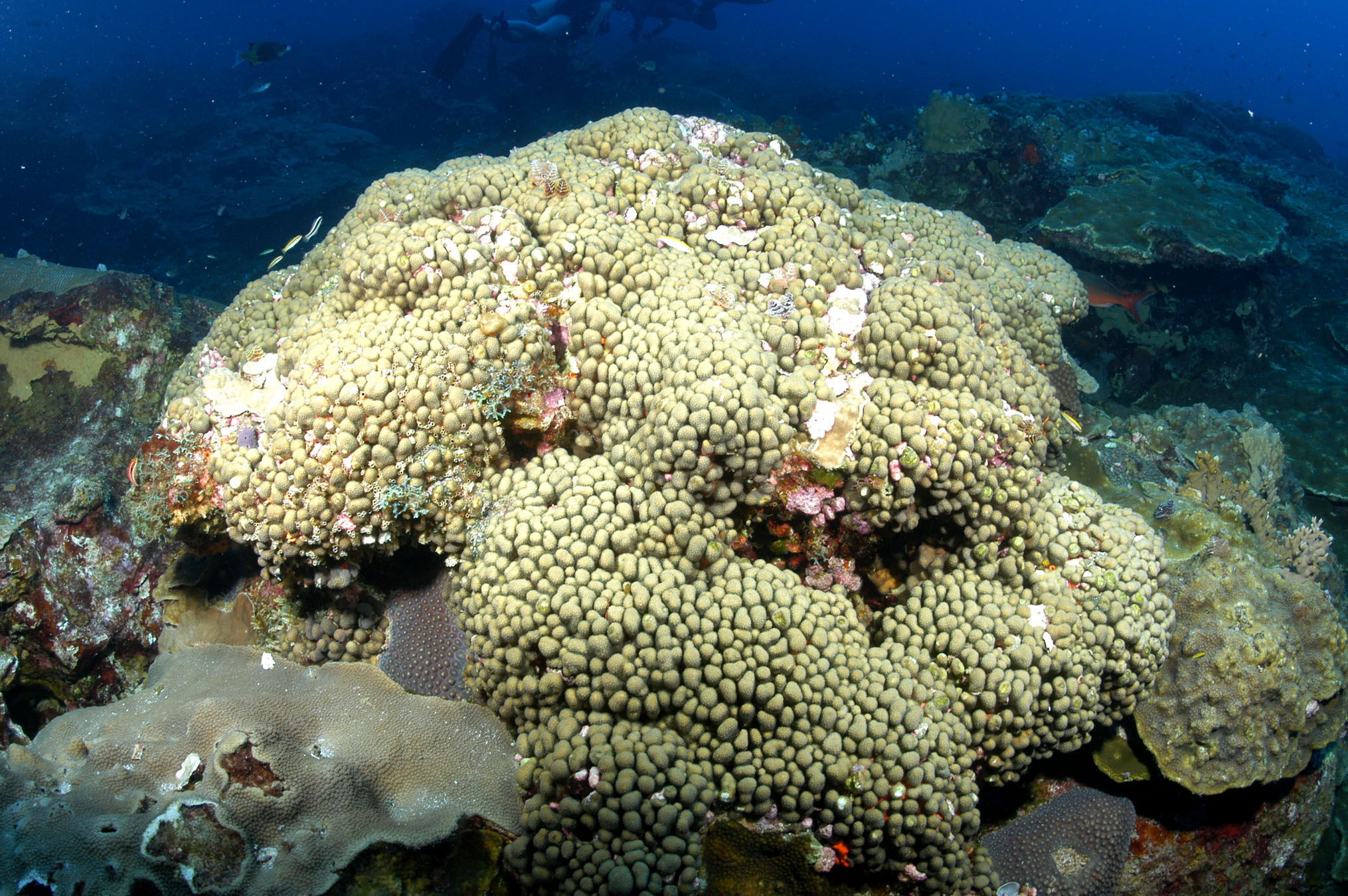
Madracis decactis (Astrocoeniidae).
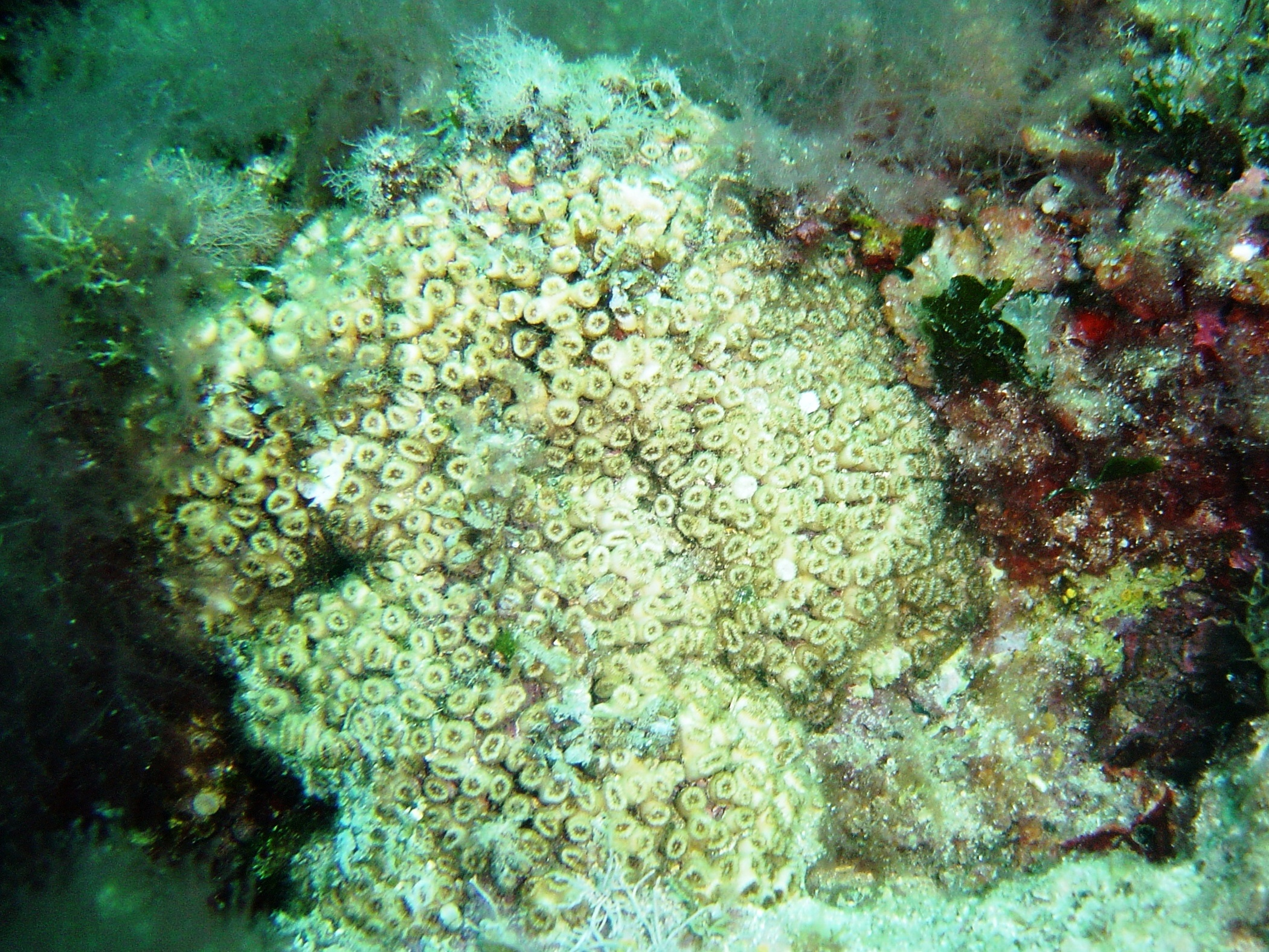
Cladocora caespitosa (Caryophylliidae).
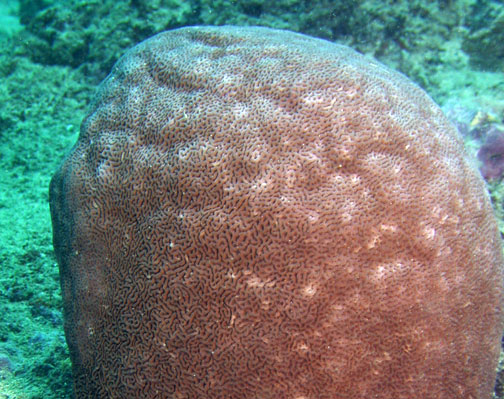
Coscinaraea columna (Coscinaraeidae).
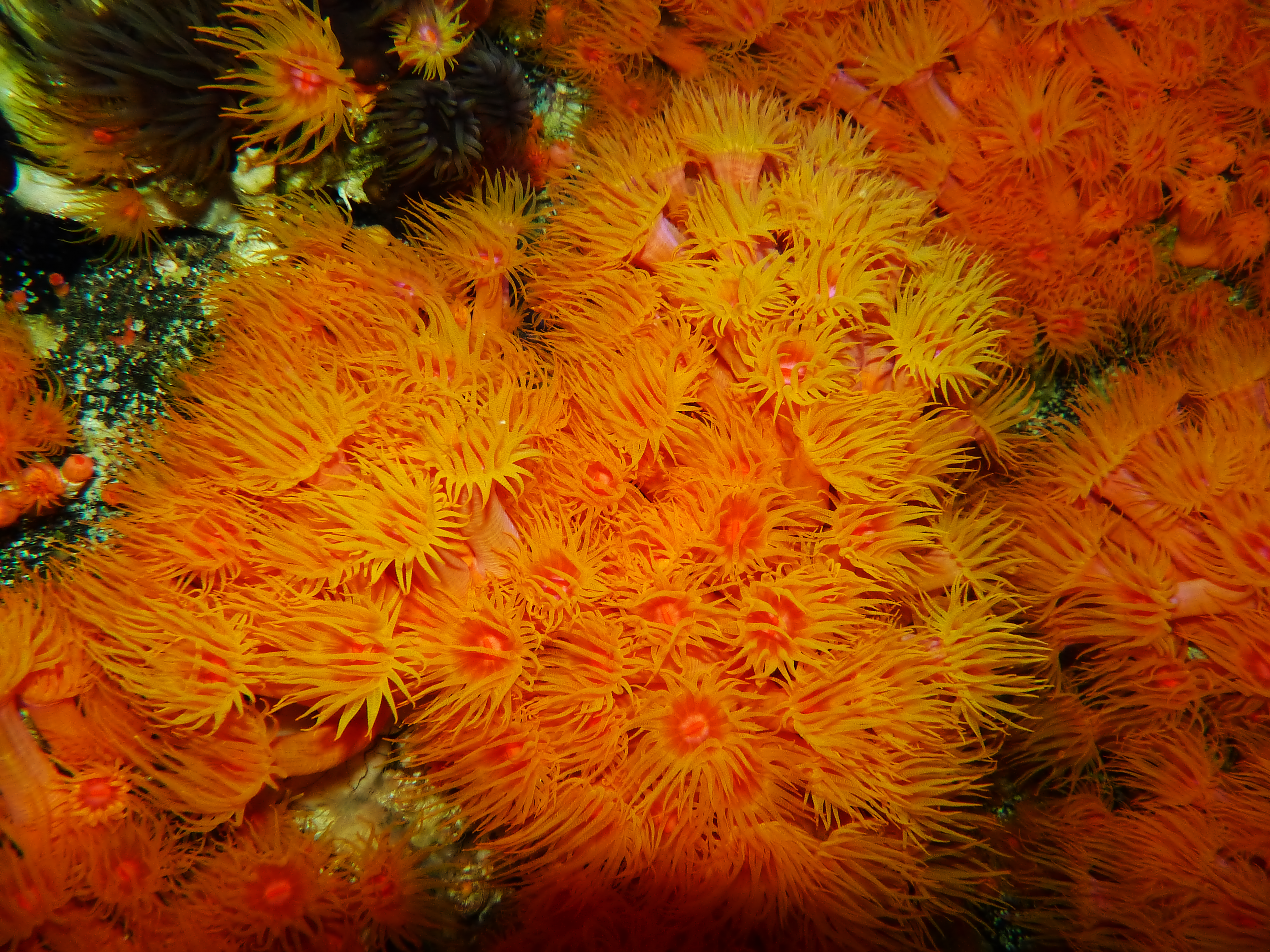
Tubastrea coccinaea (Dendrophylliidae).
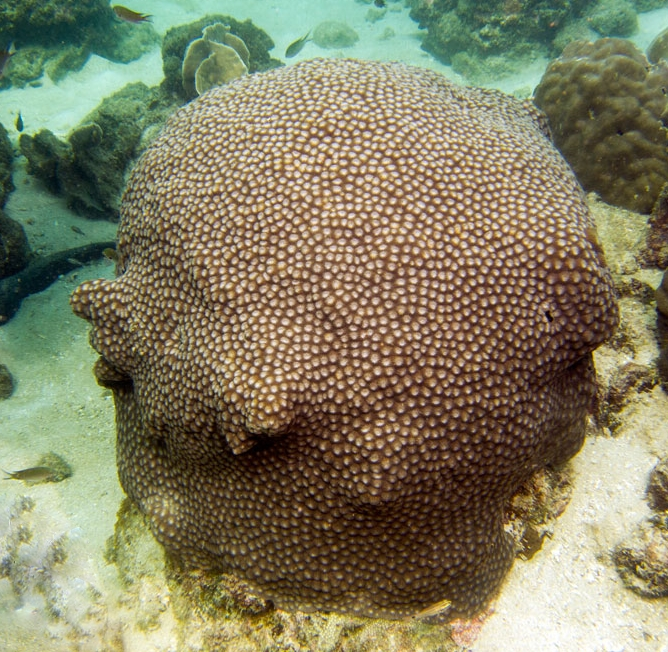
Diploastrea heliopora (Diploastreidae).
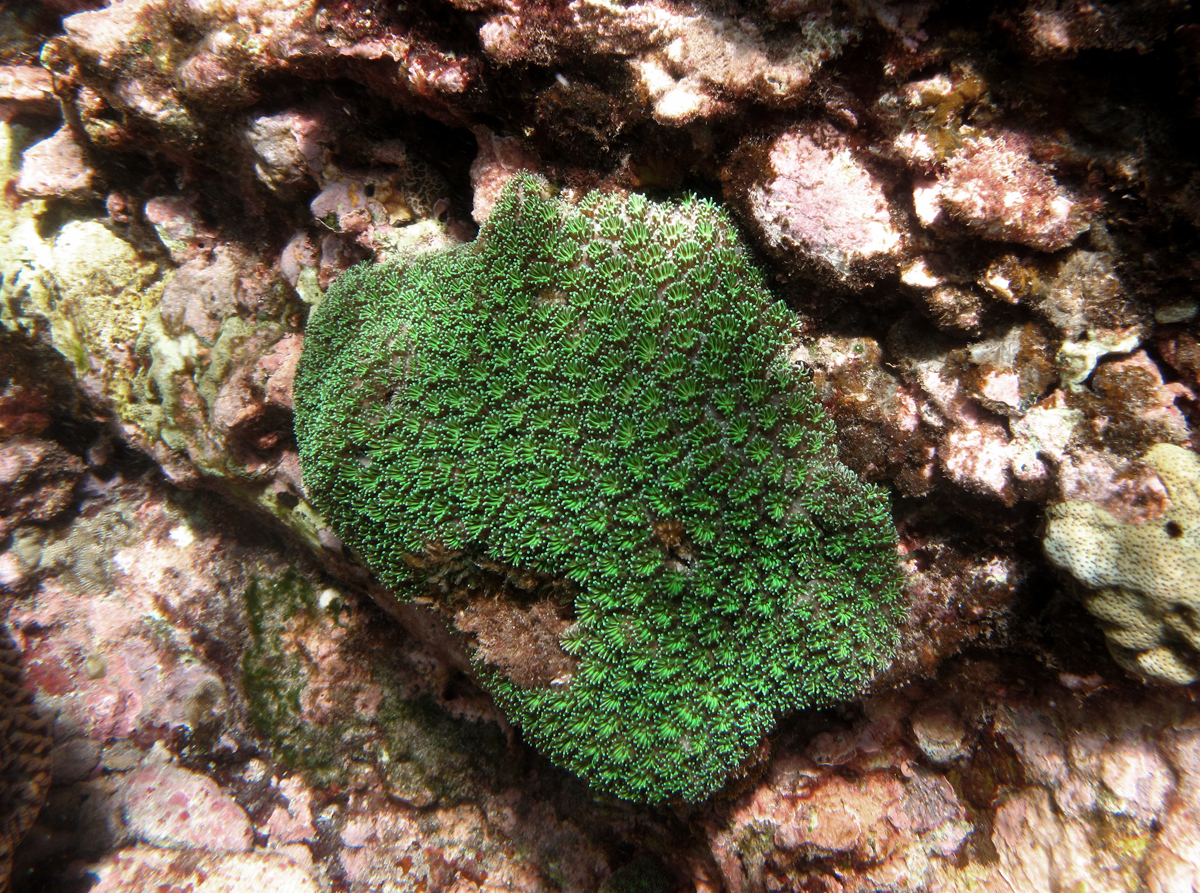
Galaxea fascicularis (Euphylliidae).
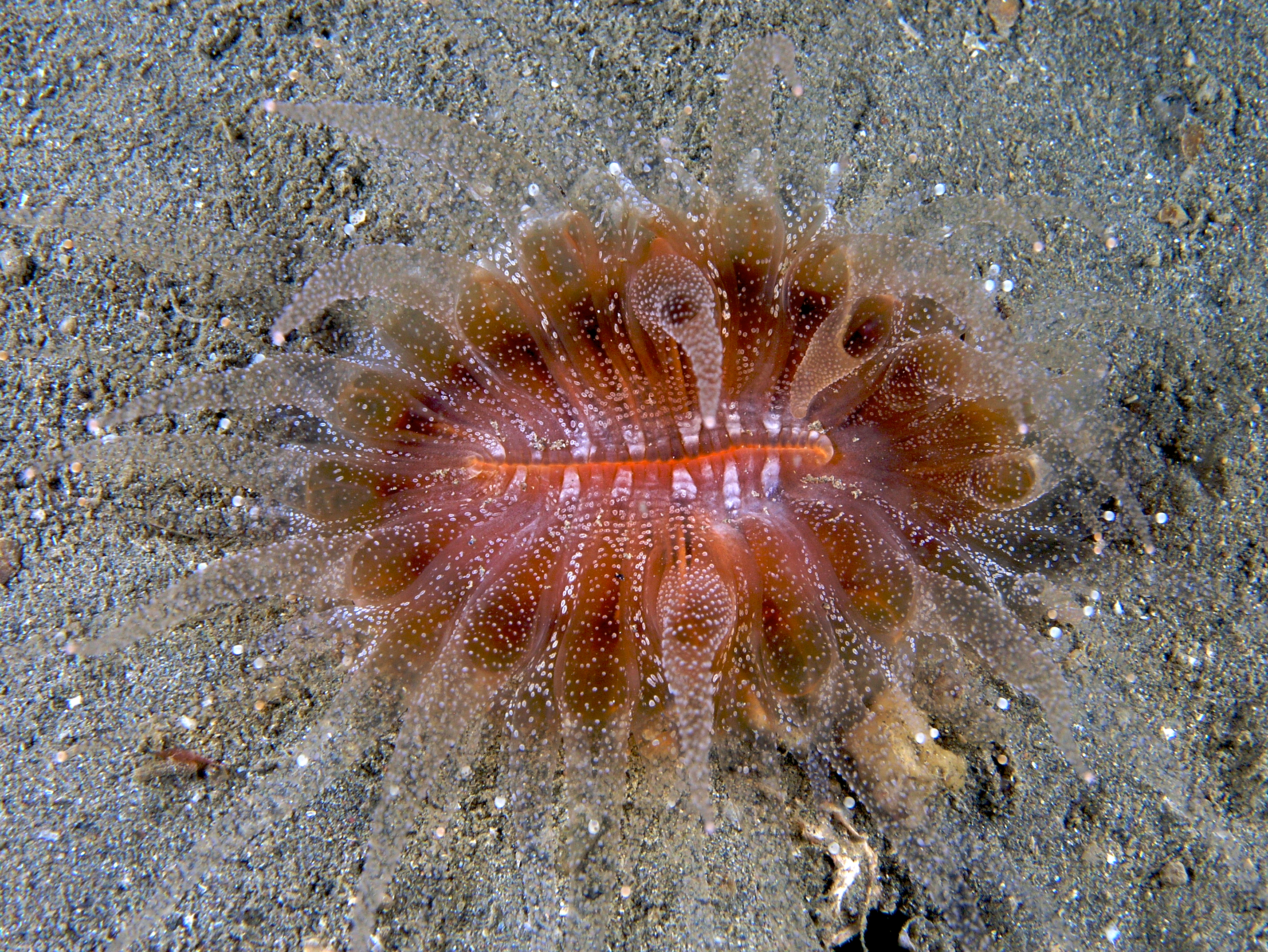
Flabellum sp. (Flabellidae).
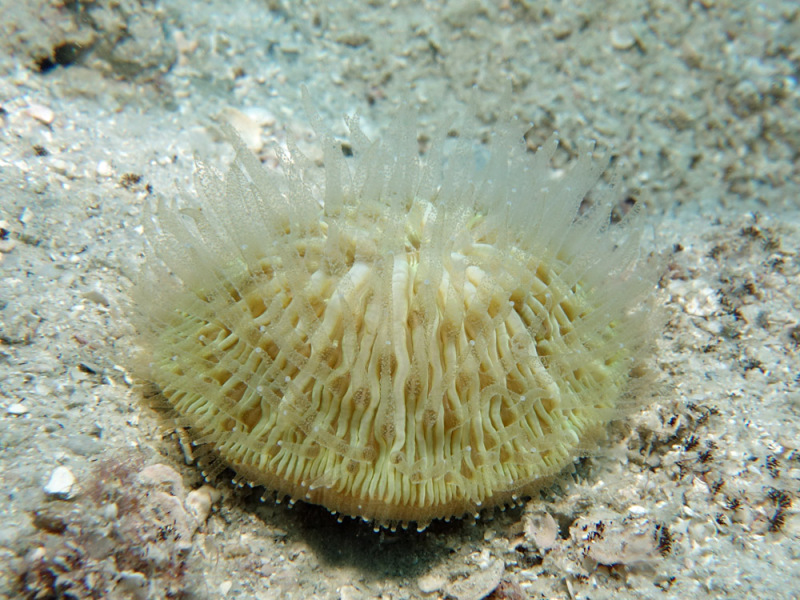
Cycloseris cyclolites (Fungiidae).
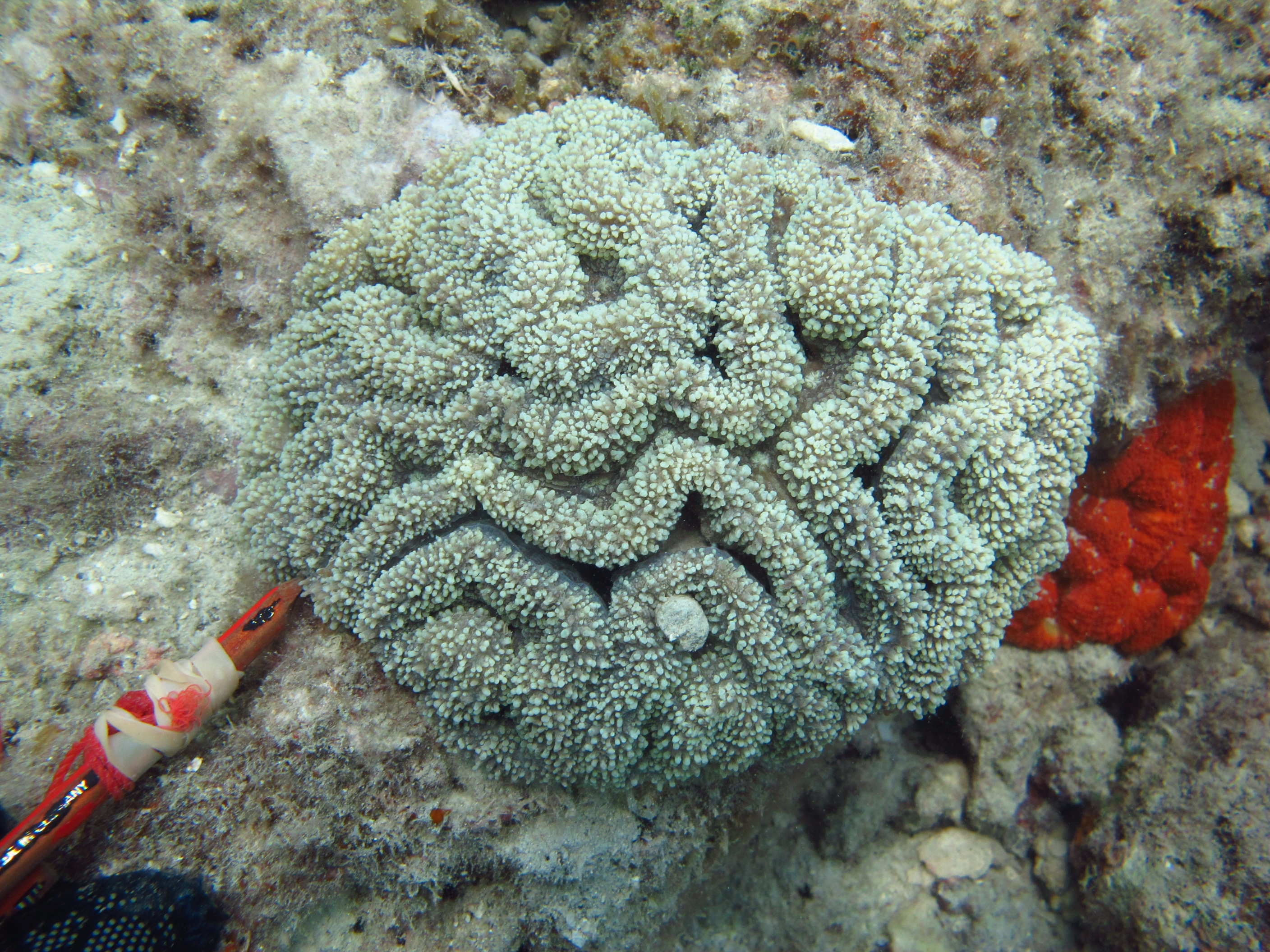
Lobophyllia flabelliformis (Lobophylliidae).
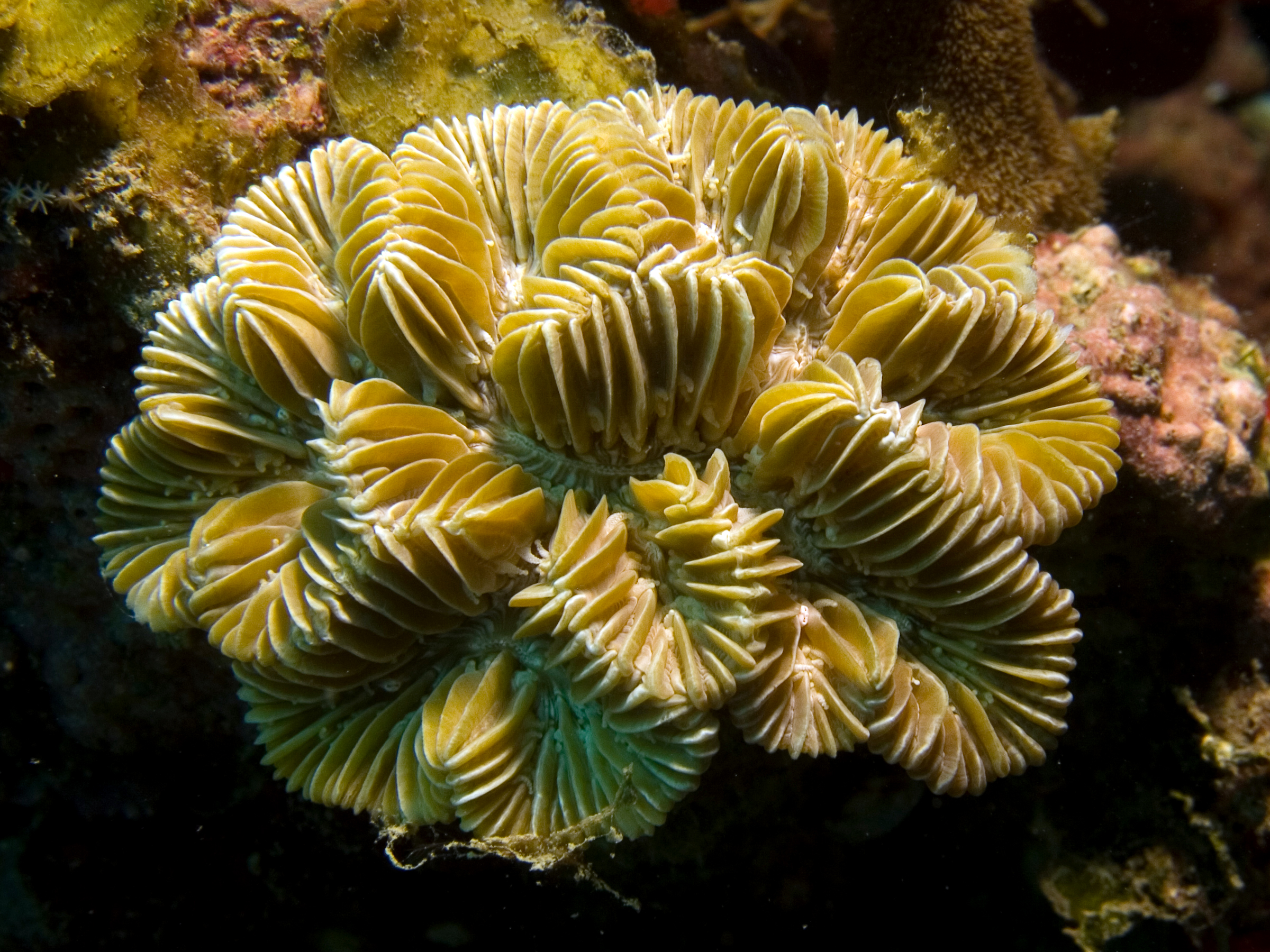
Meandrina meandrites (Meandrinidae).
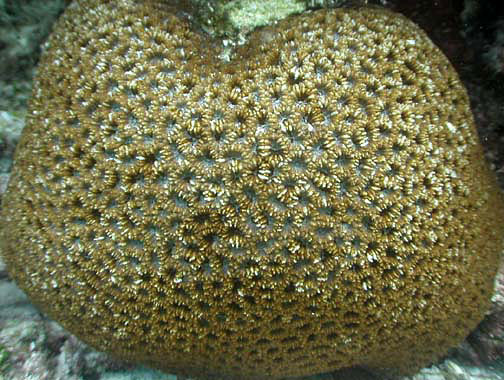
Dipsastraea matthaii (Merulinidae).
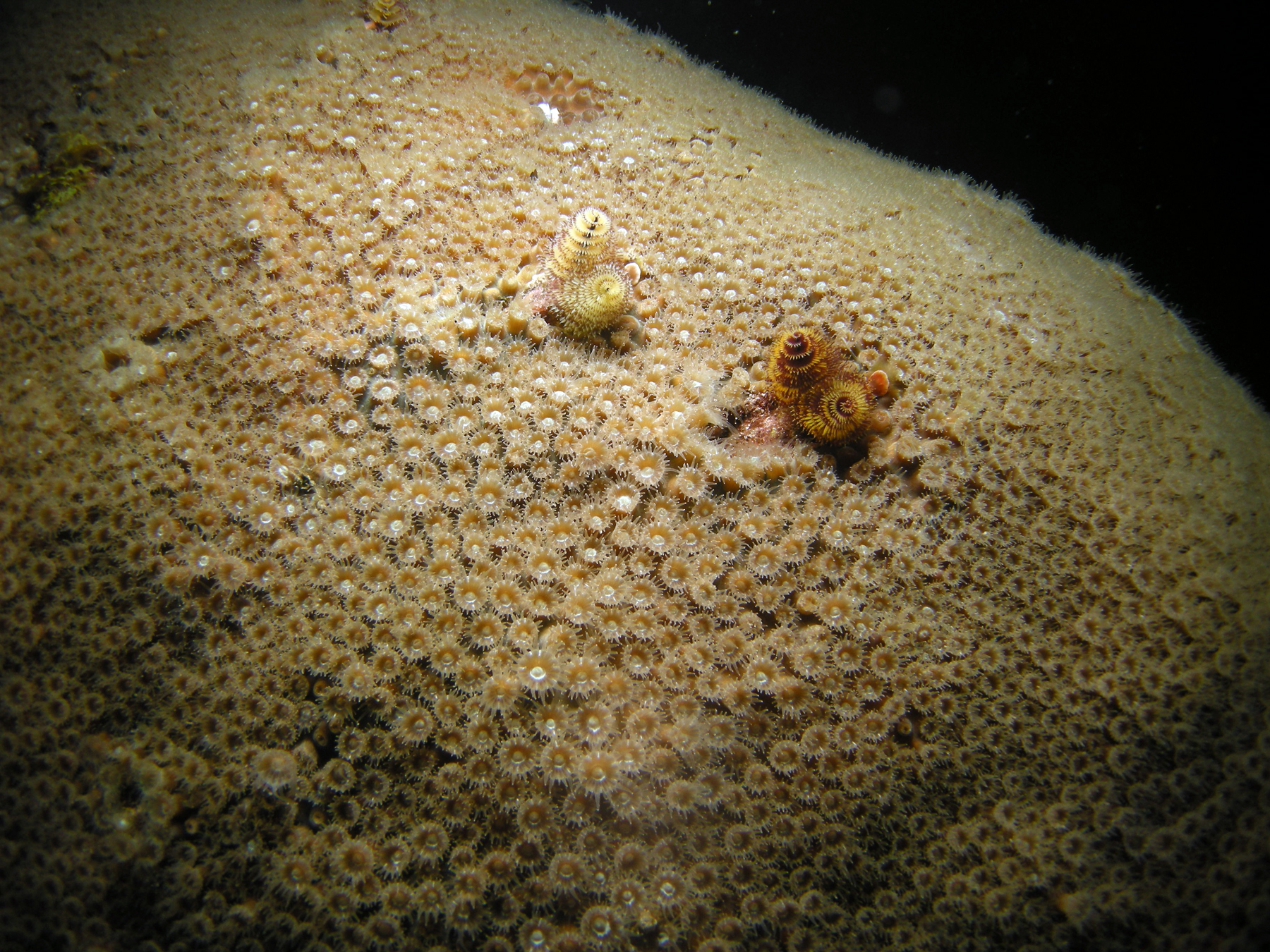
Montastraea cavernosa (Montastraeidae).
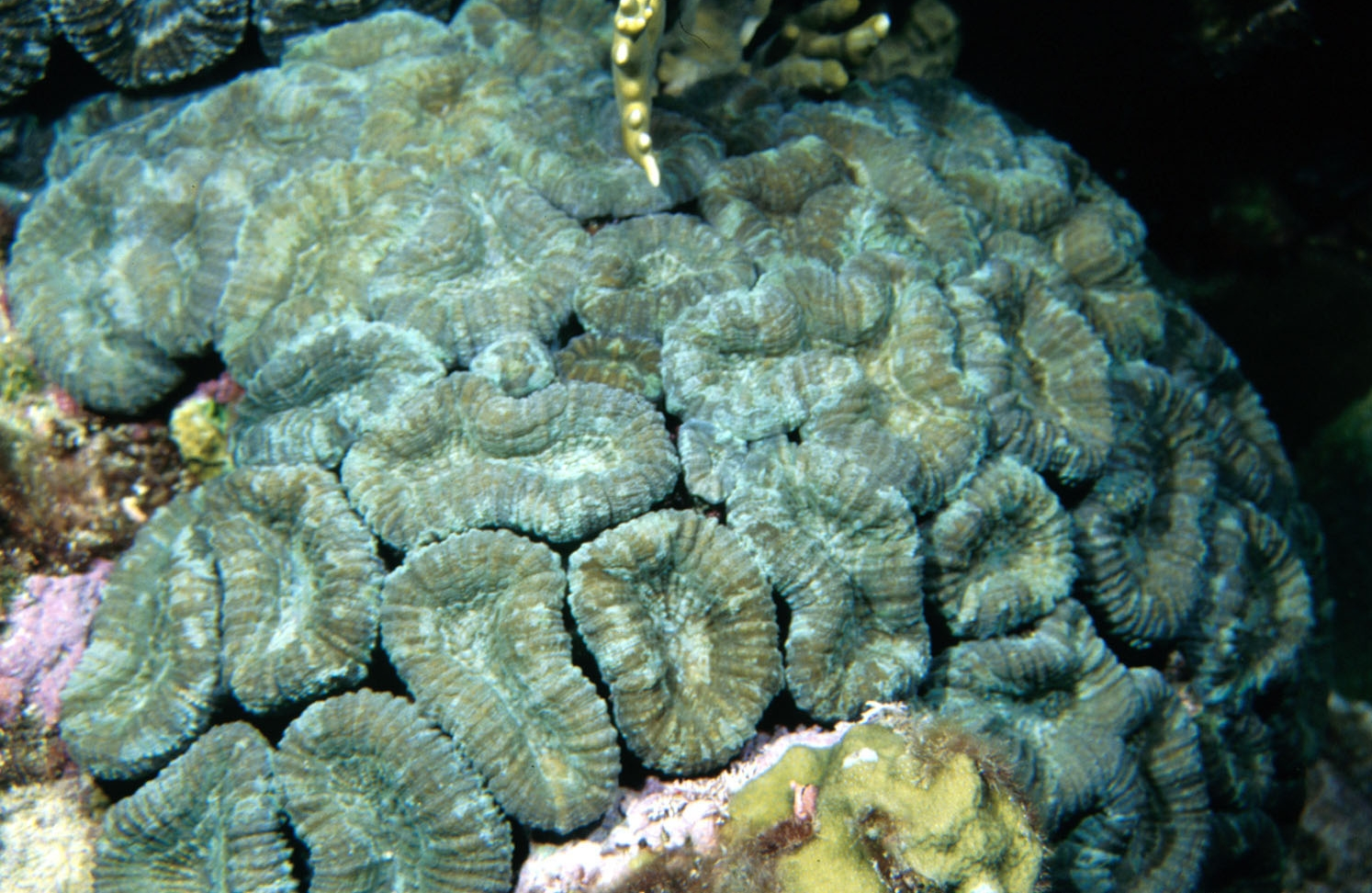
Mussa angulosa (Mussidae).
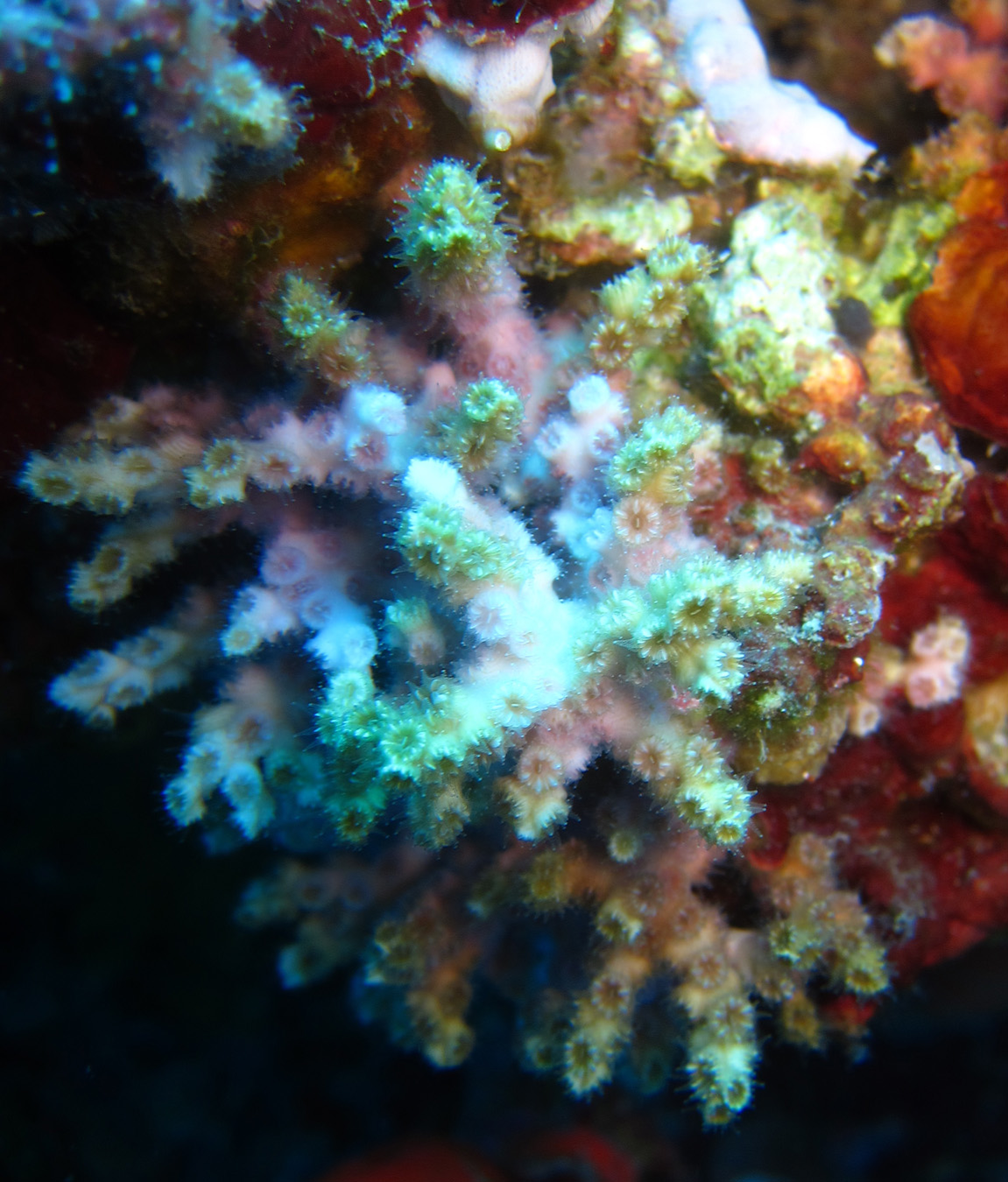
Oculina diffusa (Oculinidae).
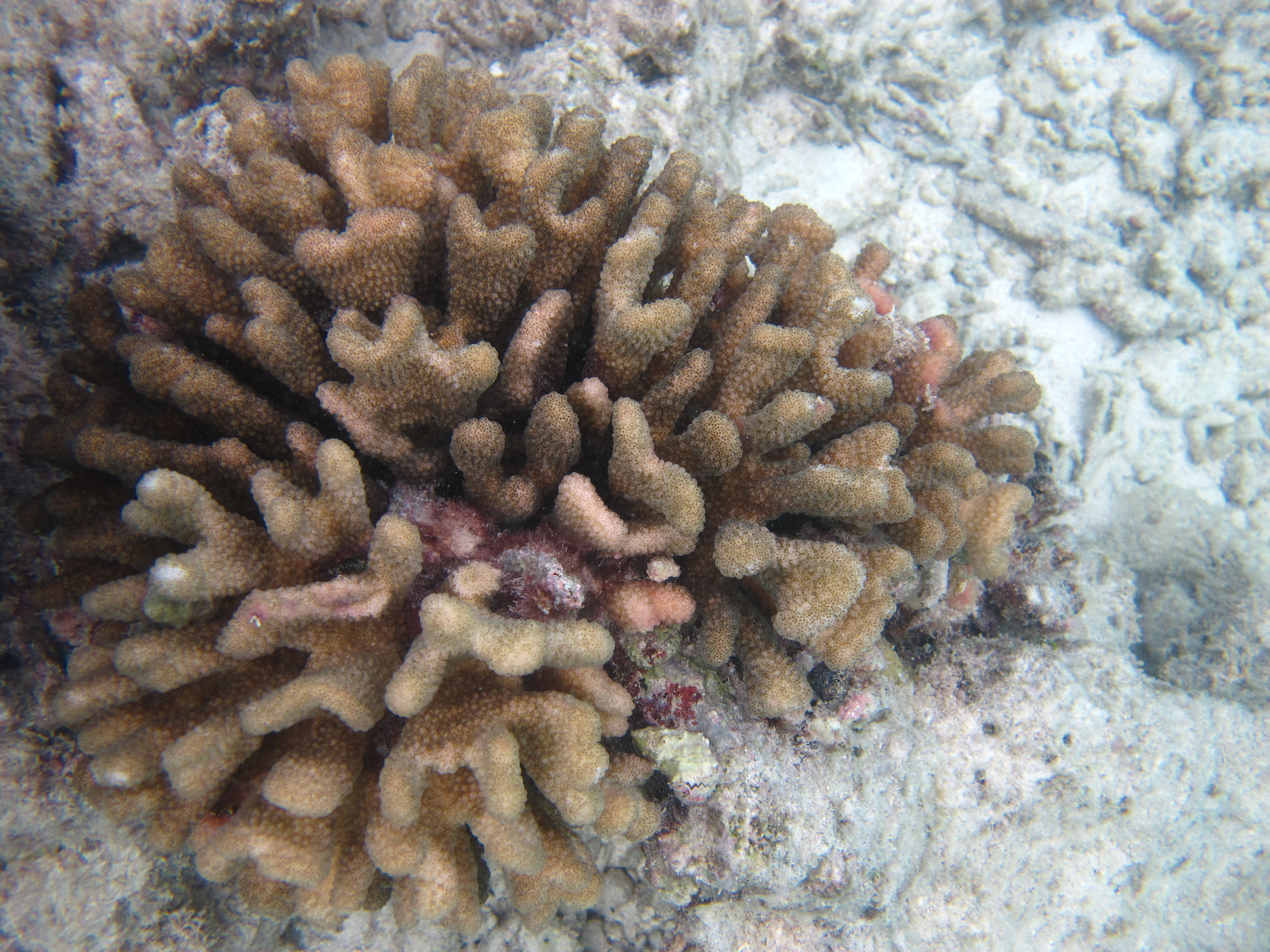
Pocillopora elegans (Pocilloporidae).
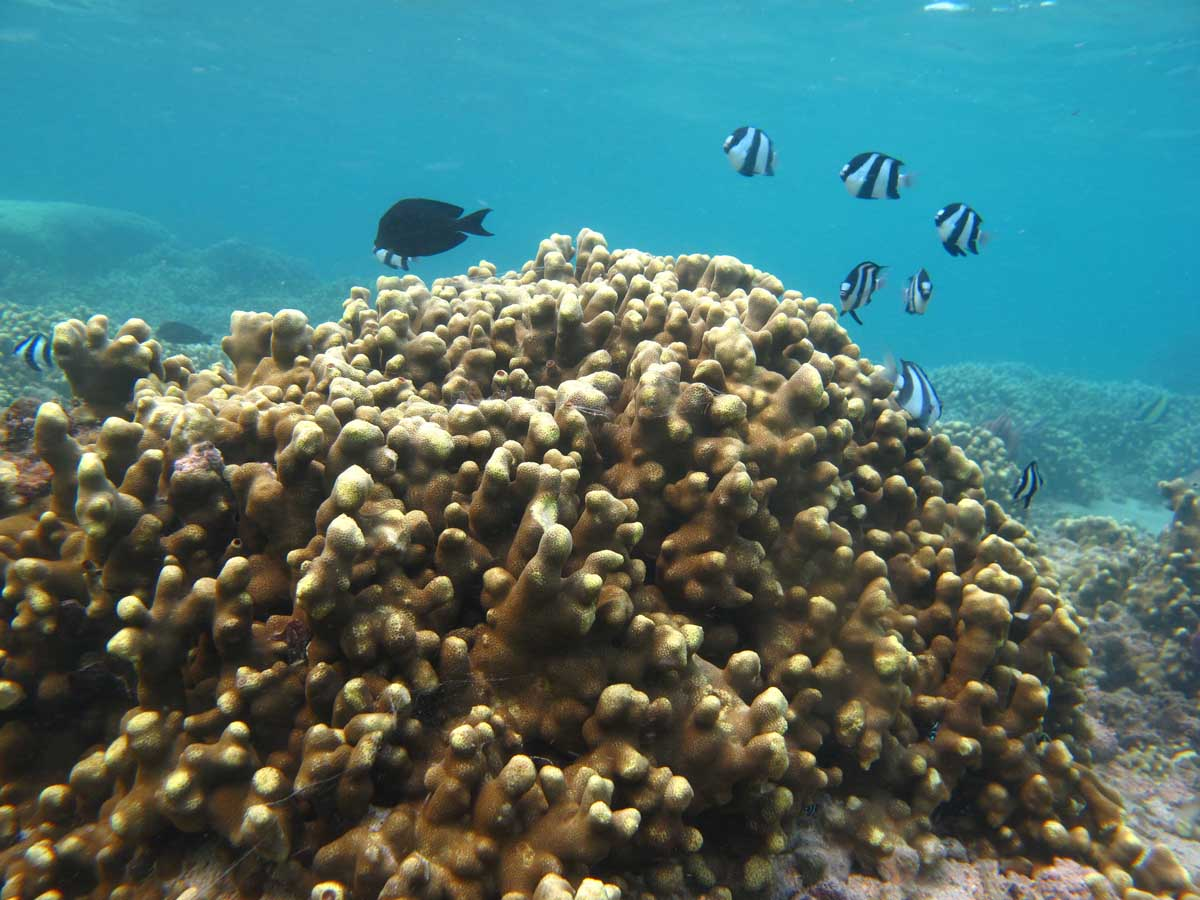
Porites cylindrica (Poritidae).
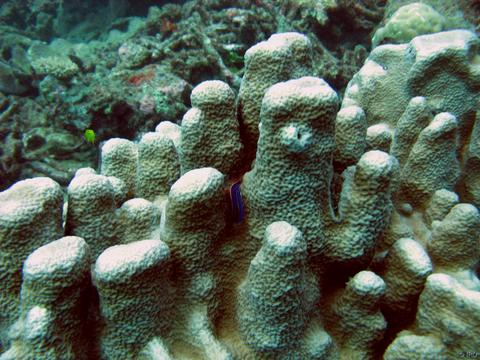
Psammocora digitata (Psammocoridae).
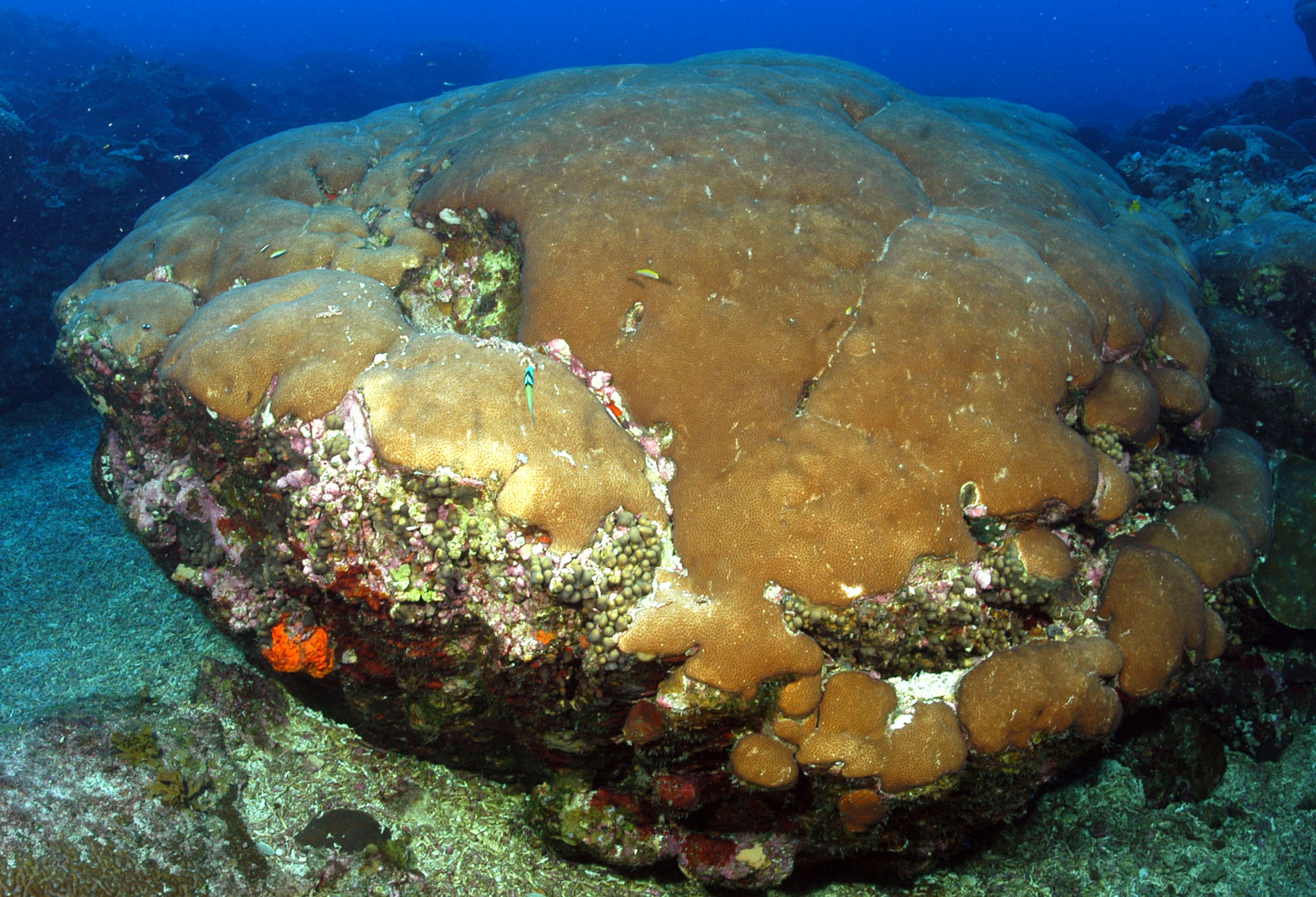
Siderastrea siderea (Siderastreidae).
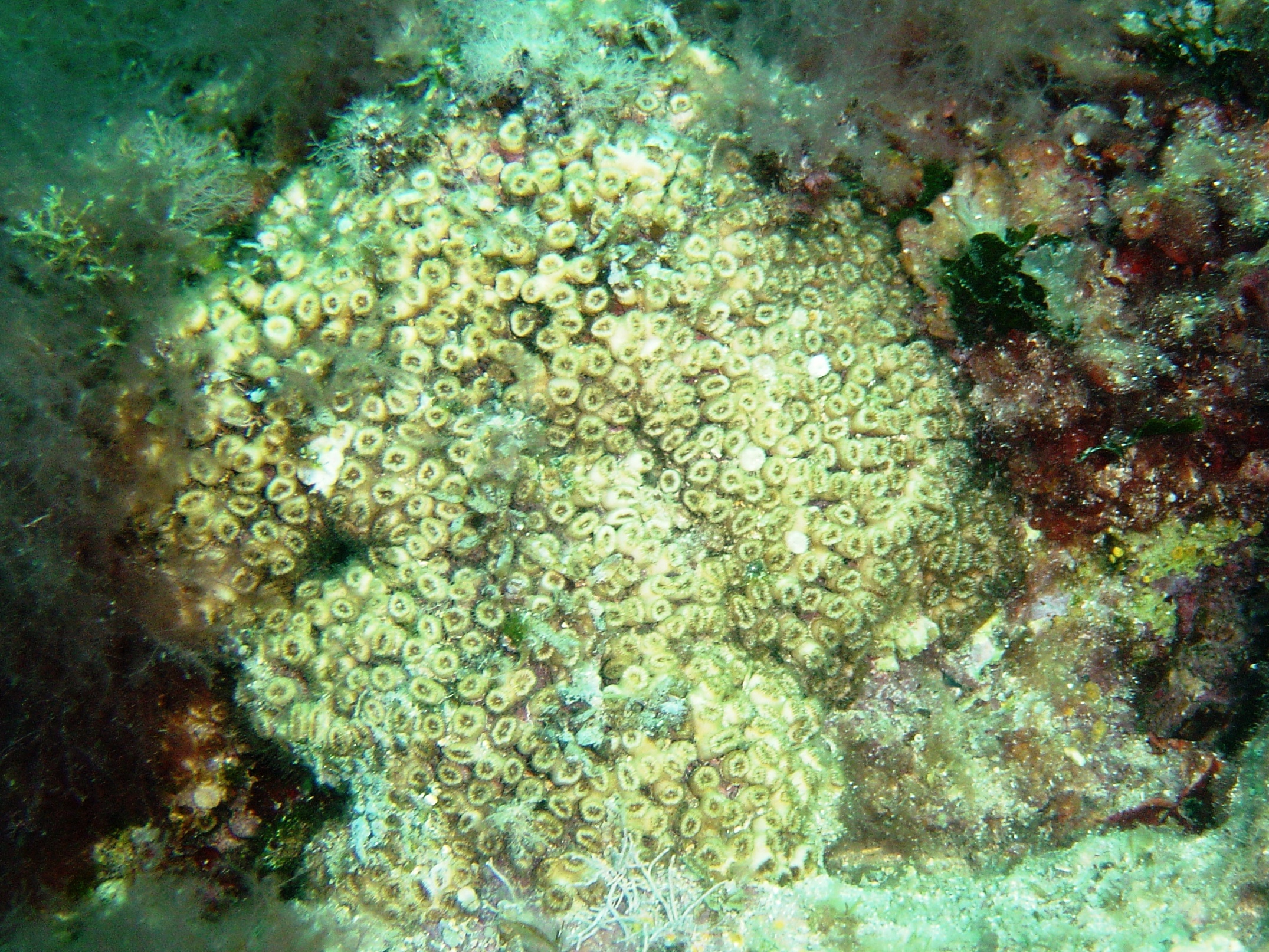
Cladocora caespitosa (incertae sedis)

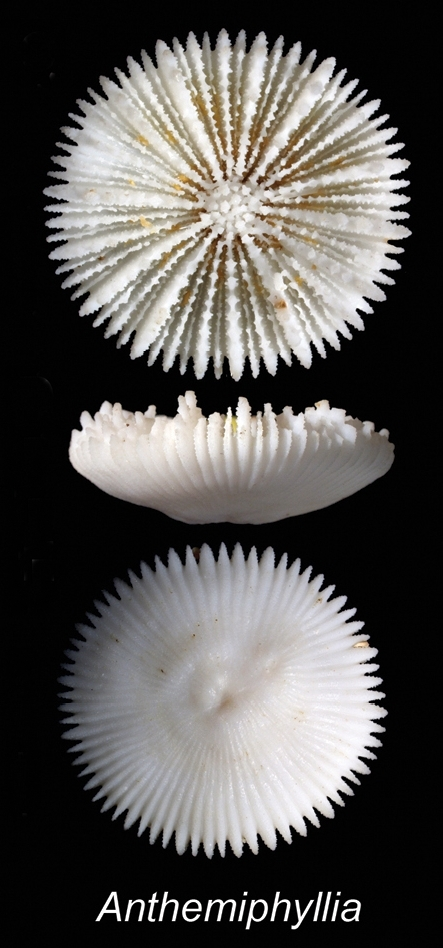
Anthemiphyllia dentata (Anthemiphylliidae).
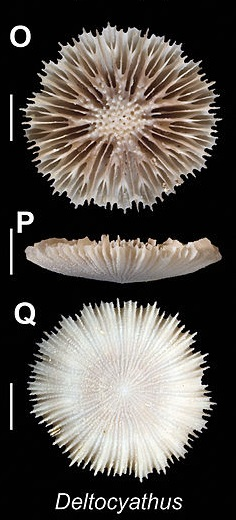
Deltocyathus sp. (Deltocyathidae).
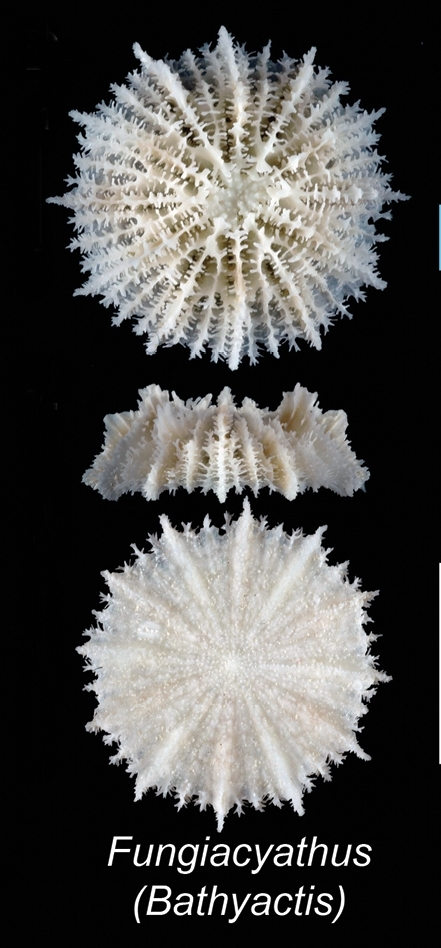
Fungiacyathus variegatus (Fungiacyathidae).
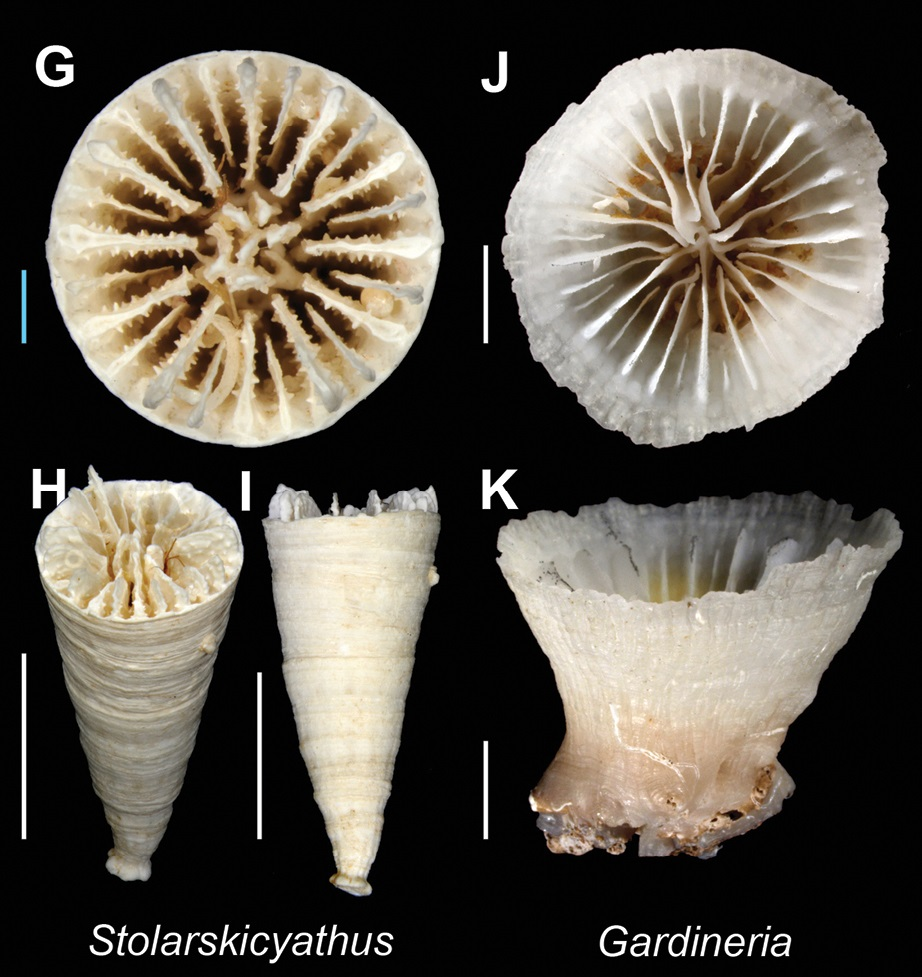
Deux Gardineriidae.
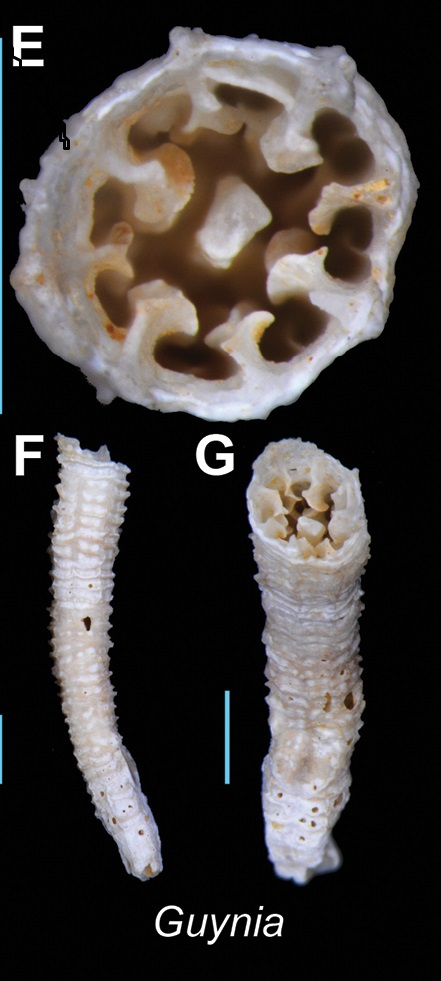
Guynia annulata (Guyniidae).
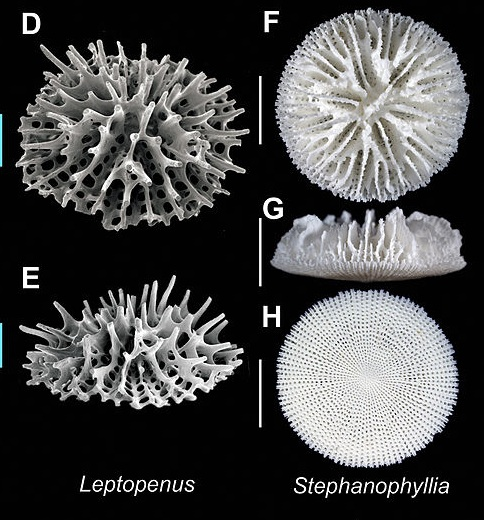
Des Micrabaciidae.
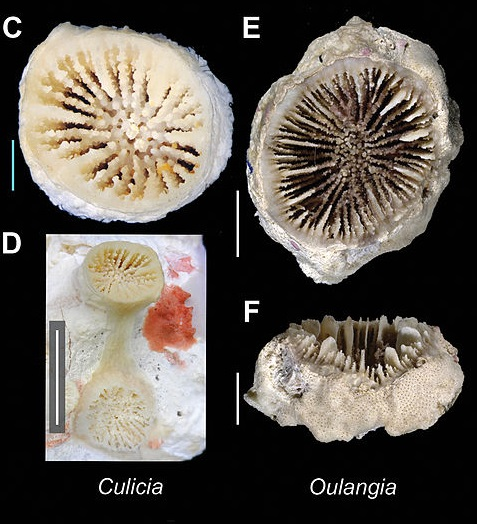
Des Rhizangiidae.
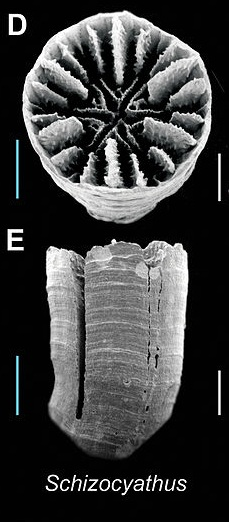
Schizocyathus fissilis (Schizocyathidae).
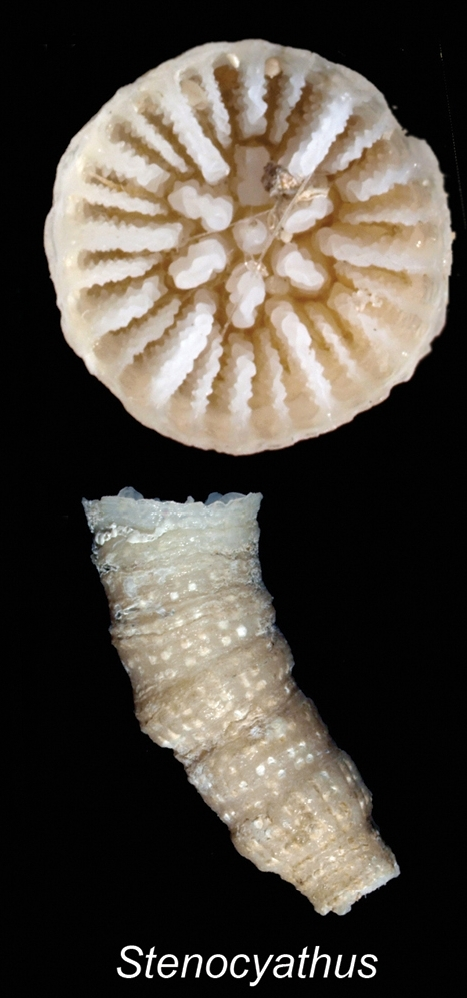
Stenocyathus vermiformis (Stenocyathidae).
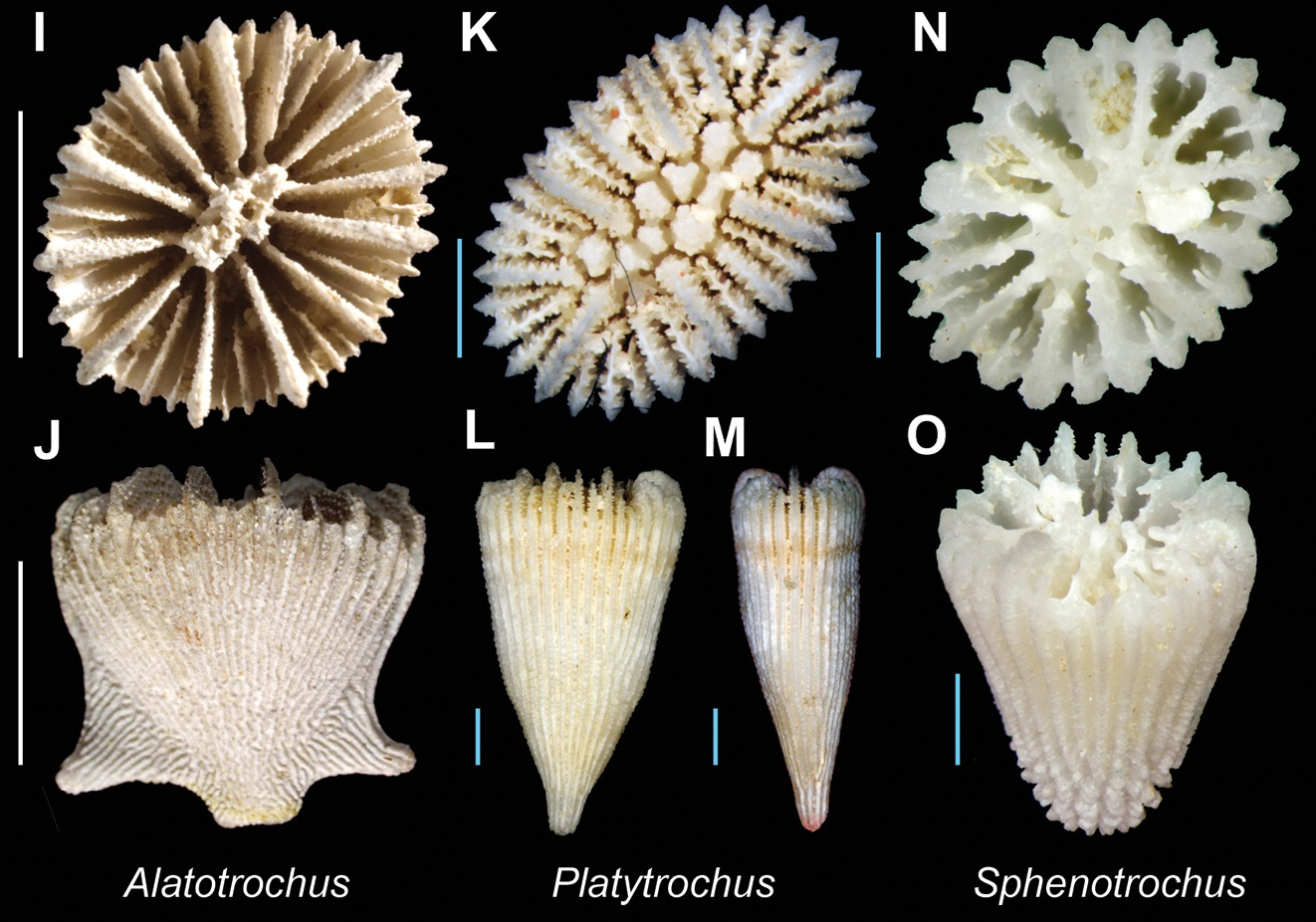
Des Turbinoliidae.